# Atentát na Johna Fitzgeralda Kennedyho
Chronologie událostí
22. listopad 1963 (časové údaje jsou uváděny v CST)
- 11.40 – letadlo Air Force One přistává na dallaském letišti Love Field
- 11.51 – prezidentská kolona opouští letiště a vydává se na cestu do centra Dallasu
- 11.51–12:29 Prezidentská kolona se pomalu blíží přes Main Street k prostoru Dealey Plaza
- 12.30 – kolona vjíždí na náměstí Dealey Plaza. Na prezidenta jsou vypáleny pravděpodobně 3 střely
- 12.32 – policista Marion Baker vchází do Budovy Texaského knižního velkoskladu, nevědomky míjí muže popíjejícího Coca-Colu (Lee H. Oswalda) a kontaktuje ředitele skladu Roye Trullyho.
- 12.33 – Oswald opouští Texaský knižní velkosklad hlavním vchodem a nastupuje do linkového autobusu.
- 12.40 – Oswald vystupuje z autobusu na křižovatce ulic Elm Street a Murphy Street.
- 12.38 – limuzína s těžce raněným prezidentem přijíždí k nemocnici Parkland Memorial Hospital
- 13.38 – zastupující tiskový mluvčí Bílého Domu oficiálně oznamuje úmrtí prezidenta Kennedyho.
- 13.45 – Oswald je zatčen v kině Texas

Atentát na Johna Fitzgeralda Kennedyho, 35. prezidenta Spojených států amerických, byl spáchán v pátek 22. listopadu 1963 v texaském městě Dallas ve 12.30 místního času (18.30 UTC). John F. Kennedy byl dle závěrů komise k vyšetření atentátu, takzvané Warrenovy komise, smrtelně raněn střelou z pušky Carcano M91/38, když v rámci kampaně pro prezidentské volby 1964 projížděl ulicemi Dallasu v otevřeném voze. Byl doprovázen svou manželkou Jacqueline, texaským guvernérem Johnem Connallym a jeho manželkou Nellie. Vážně zraněn byl rovněž guvernér Connally, atentát však přežil.
Vyšetřování Warrenovy komise (1963–1964), Zvláštního výboru pro vyšetření atentátu Sněmovny reprezentantů (zkr. HSCA) (1976–1979) a různých vládních agentur došla k závěru, že atentát byl spáchán Lee Harvey Oswaldem, bývalým příslušníkem Námořní pěchoty Spojených států.
Sněmovní komise navíc konstatovala, že vražda byla výsledkem „rozsáhlého spiknutí“. Povaha tohoto spiknutí ovšem nebyla vyjasněna a existuje pouze řada podezření. V pozadí atentátu mohl stát například kubánský režim Fidela Castra, Sovětský svaz, kubánské komunity na území USA, mafie a další. Podezření se nevyhnulo ani složkám americké vlády jako FBI, CIA a dokonce ani viceprezidentovi Lyndonu B. Johnsonovi, který ve shodě s ústavou po Kennedyho smrti převzal úřad hlavy státu. Pravděpodobný střelec Lee Harvey Oswald se k ničemu nepřiznal a byl zavražděn dva dny po zadržení.
Atentát na mimořádně populárního prezidenta vyvolal celosvětový ohlas. Pohřeb se konal 25. listopadu 1963 a účastnilo se jej 220 zástupců zemí z celého světa, Sovětský svaz nevyjímaje. Jako málokterá jiná politická událost se zavraždění Kennedyho silně zapsalo do paměti veřejnosti Spojených států, takže většina pamětníků dodnes ví, co dělali ve chvíli, kdy se zprávu o atentátu dozvěděli. Jedná se zatím o poslední úspěšný atentát na amerického prezidenta.

## Historický kontext události

### Vnitropolitický

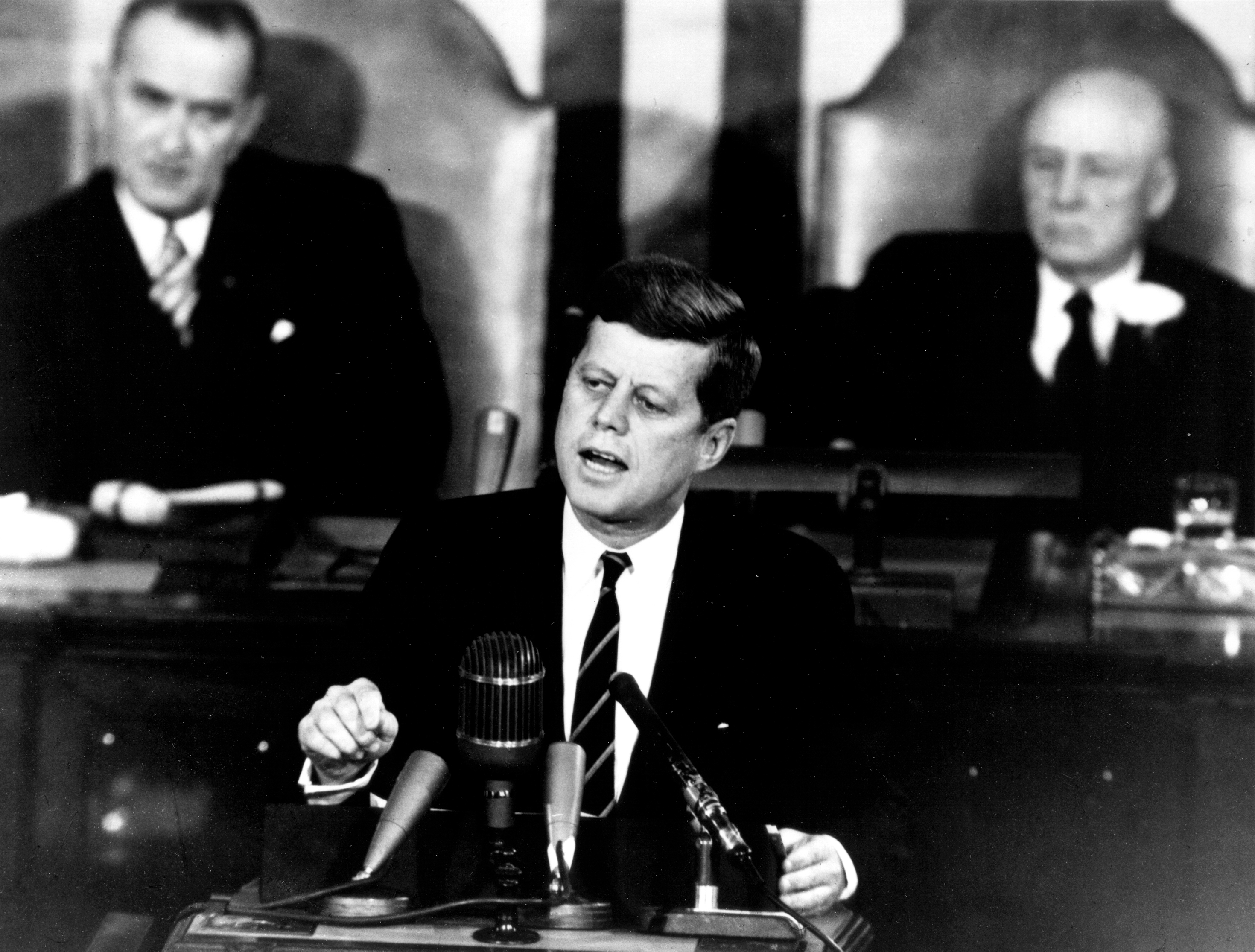
„Rozhodli jsme se letět na Měsíc…“ – Kennedyho projev v americkém kongresu při příležitosti spuštění programu Apollo, 25. květen 1961

Kennedyho politická kariéra započala v letech 1947–1953, během nichž zastupoval stát Massachusetts ve Sněmovně reprezentantů Spojených států amerických jakožto demokrat. V letech 1953–1960 zastupoval tentýž stát v Senátu Spojených států amerických. Kennedy ohlásil svůj záměr kandidovat na post prezidenta 2. ledna 1960. V demokratických primárních volbách („primárkách“) stanul proti senátorovi Hubertovi Humphreymu ze státu Minnesota a dále proti Waynovi Morsemu z Oregonu. Po vítězství nad oběma protikandidáty se jeho hlavním oponentem v demokratické straně stal texaský senátor Lyndon B. Johnson. Na jednom ze shromáždění Demokratické strany Kennedy přednesl svůj slavný projev o „Nové hranici“ (New frontier), ohlašující změny, jimiž by měly projít Amerika i zbytek světa. 13. června 1960 se Demokratická strana rozhodla nominovat Kennedyho jako svého kandidáta do prezidentských voleb. Jelikož většinově protestantská americká společnost měla jisté obavy z jeho římskokatolického vyznání, rozhodl se Kennedy pronést dne 12. září 1960 projev, během něhož zazněla slavná věta: „Nemluvím za svou církev do věcí veřejných a má církev nemluví za mě.“ V září a říjnu 1960 byly poprvé v historii USA televizí přenášeny debaty mezi prezidentskými kandidáty Kennedym a republikánem Richardem Nixonem. Od té doby začala televize hrát významnou roli v politice USA. V prezidentských volbách roku 1960 Kennedy svého protikandidáta Nixona porazil jedním z nejtěsnějších výsledků v historii a stal se tak prvním katolickým a ve věku 43 let druhým nejmladším prezidentem v dějinách USA (po Theodoru Rooseveltovi). Kennedy se také jako jediný prezident stal držitelem Pulitzerovy ceny. Svůj vnitrostátní program označoval jako Nová hranice, jehož cílem bylo zlepšení financování školství, zdravotní péče a jenž zahrnoval ekonomická opatření k zastavení ekonomické recese. V roce 1963 navrhl daňovou reformu, která zahrnovala i daňové škrty, návrh však prošel kongresem až po jeho smrti v roce 1964. Kennedy se během své vlády zasazoval o integraci černošské populace, bojoval proti diskriminaci menšin a snažil se také zlepšit postavení amerických žen. Za vlády Kennedyho také došlo k významné změně v imigrační politice, neboť vydal zákon později známý jako „Immigration and Nationality Act of 1965“, který zlepšil podmínky pro přistěhovalce z Jižní Ameriky. Prezident Kennedy zformuloval záměr vyslat pilotovanou misi na Měsíc: „Rozhodli jsme se letět na Měsíc. Chceme v tomto desetiletí letět na Měsíc a dokázat ještě víc. Ne proto, že je to snadné, ale proto, že je to obtížné.“
Kennedy se nikdy netajil negativním postojem vůči komunismu, který mimo jiné potvrdil svým výrokem během návštěvy Západního Berlína těsně po rozdělení města na západní a východní část: „Na světě je mnoho lidí, kteří nechápou nebo tvrdí, že nechápou, v čem spočívá rozpor mezi svobodným světem a komunistickým světem. Ať přijdou do Berlína! Jsou lidé, kteří říkají, že komunismus je vlna budoucnosti. Ať přijdou do Berlína! A jsou lidé, kteří říkají, že v Evropě i jinde můžeme spolupracovat s komunisty. Ať přijdou do Berlína! A je několik lidí, kteří říkají, že komunismus je zlý systém, ale umožňuje nám hospodářský vzestup. Lass' sie nach Berlin kommen – ať přijdou do Berlína!“

### Mezinárodní
Atentát byl spáchán ve složitém období studené války, v němž došlo mimo jiné k neúspěšnému vylodění v Zátoce Sviní, pokusu o svržení režimu Fidela Castra, po kterém svět vzápětí stál na pokraji jaderného konfliktu kvůli Karibské krizi. Kennedy se ocitl před dilematem: pokud USA vojensky zasáhnou, mohla by situace vést k jadernému konfliktu se Sovětským svazem; pokud však situaci nevyřeší, byly by USA ohroženy sovětskými jadernými zbraněmi na Kubě. Kennedy začal se Sovětským svazem vyjednávat a s jeho vůdcem Nikitou Chruščovem dospěli po týdenním vyjednávání k dohodě, která uchránila svět od válečného konfliktu. Tehdy byla také vybudována Berlínská zeď a začaly první střety války ve Vietnamu, která naplno propukla za vlády Kennedyho nástupce Lyndona Johnsona. Po Kennedyho smrti dále pokračoval vesmírný závod mezi USA a SSSR, korunovaný úspěchem americké mise Apollo 11 roku 1969, během níž lidská noha poprvé stanula na Měsíci.

## Zákulisí návštěvy
Prezident Kennedy si Dallas pro svou návštěvu vybral ze tří hlavních důvodů:

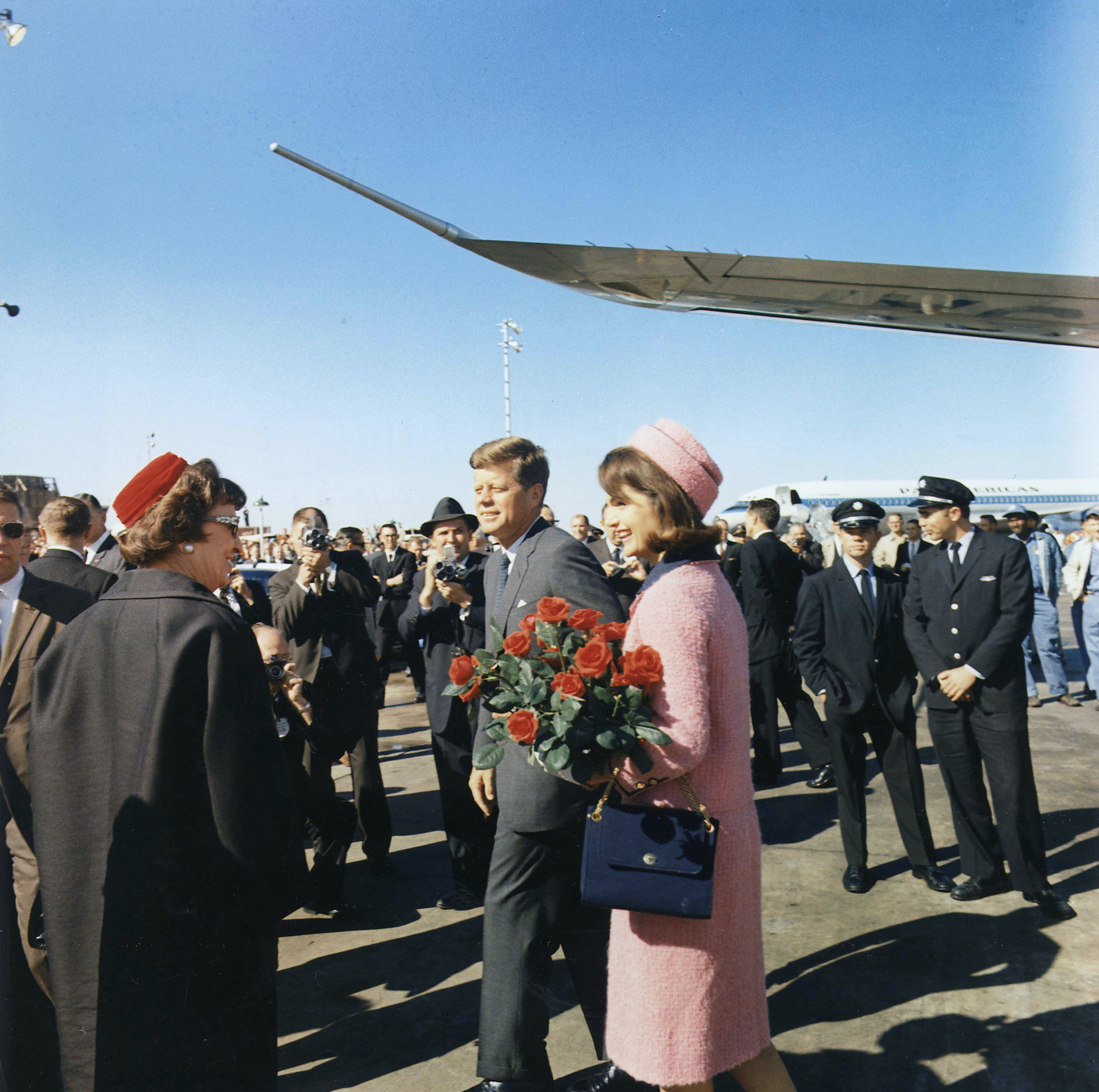
Přivítání prezidentského páru na dallasském letišti Love Field

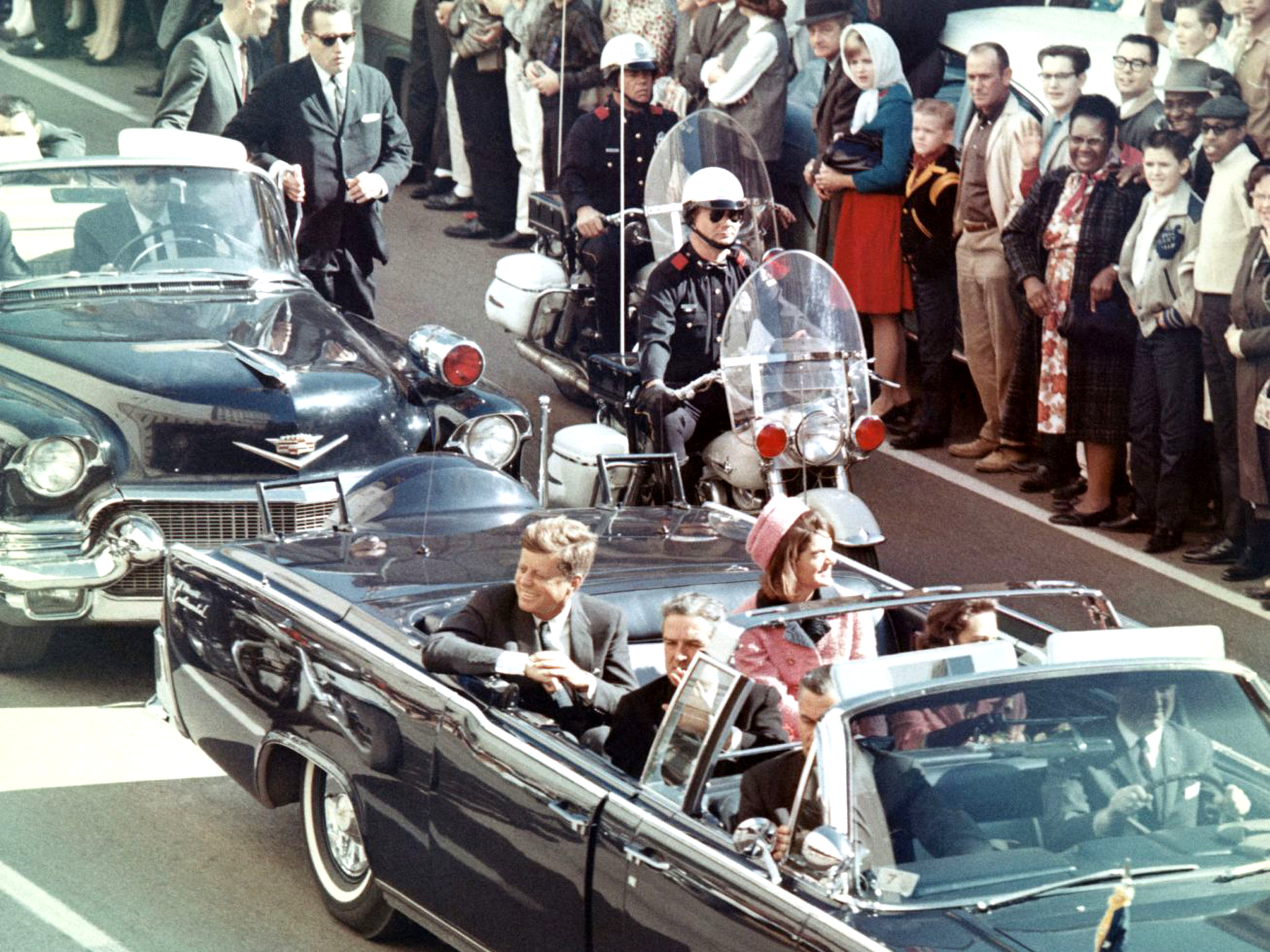
Prezidentská limuzína projíždí ulicí Main Street, lemovanou davem přihlížejících. Usmívající se Jacqueline mhouří oči z důvodu ostrého slunečního svitu.

- aby začal s volební kampaní jako takovou,
- kvůli zajištění dalších financí na svou předvolební kampaň pro prezidentské volby v listopadu 1964,[24]
- zároveň chtěl svou kampaň zahájit ve městě, kde v prezidentských volbách v roce 1960 získal velmi malou podporu.

Rozhodnutí o listopadové návštěvě Dallasu padlo během setkání Kennedyho s viceprezidentem Johnsonem a texaským guvernérem Johnem Connallym 5. června 1963.
V souvislosti s cestou do Dallasu vznikly obavy o bezpečnost prezidenta, především poté, co zde byl davem demonstrujících pravicových radikálů během oslav Dne OSN, konaných 24. října 1963, fyzicky i slovně napaden Adlai Stevenson, vyslanec Spojených států amerických při OSN. Znepokojení vyvolávala také možnost útoku skrytého odstřelovače, čehož se obával i sám Kennedy. Trasa prezidentské kolony Dallasem byla popsána již 19. listopadu 1963 oběma dallaskými novinami, o dva dny později byl zveřejněn plánek trasy. Prezidentská kolona, sestávající z celé řady vozů a doprovodných motocyklů, měla svou cestu začít na letišti Love Field, pokračovat do centra Dallasu, projet parkem Dealey Plaza a prezident měl přednést projev v budově Dallas Trade Mart. Automobil, ve kterém John F. Kennedy cestoval, byla speciálně upravená limuzína Lincoln Continental ročník 1961 s otevřenou střechou a kódovým označením SS-100-X. Prezidentská limuzína jela v první třetině kolony. Původně ji měli poklusem doprovázet dva členové prezidentovy tělesné stráže, ti ovšem byli během výjezdu kolony z letiště odvoláni. Během jízdy do centra Dallasu nechal prezident kolonu dvakrát zastavit. Poprvé se tak stalo ve chvíli, kdy spatřil houf malých dětí, které společně nad hlavami držely transparent s nápisem: „Pane prezidente, prosíme, zastavte a potřeste si s námi rukou.“ Podruhé zastavil u skupinky řádových sester, které pozdravil a prohodil s nimi pár slov. Na rohu Reaganovy ulice zahlédl Kennedy v davu lidí kněze s bílým kolárkem, zvedl se ze sedadla a široce se na něj usmál. Tímto knězem byl shodou okolností Oscar Hubert z dallaského Kostela Nejsvětější trojice, který o několik desítek minut později Kennedymu udělil poslední pomazání.

### Dealey Plaza – místo činu
Dealey Plaza je náměstí parkového charakteru pojmenované podle vydavatele prvních dallaských novin The Dallas Morning News George Bannermana Dealeyho. Jeho dnešní podoba pochází z roku 1940. Nachází se v západní části centra Dallasu a z jihu, východu a severu je ohraničeno více než třicet metrů vysokými budovami. V době atentátu se jednalo o budovy Texaského knižního velkoskladu (anglicky Texas School Book Depository), společnosti Dal-Tex, okresního archivu, Dallaského trestního soudu, přilehlého starého soudu, rodného domu zakladatele Dallasu Johna Neely Bryana a o budovu Poštovního úřadu Spojených států. V západní části Dealey Plaza se nachází travnatý pahorek (anglicky grassy knoll) lemovaný betonovou pergolou a z části též dřevěným plotem. Pomyslnou jižní hranici náměstí tvoří trojitý železniční viadukt, pod nímž se ulice Elm, Main a Commerce street spojují v jeden velký silniční tok.
V současnosti je Dealey Plaza obvykle zaplněno množstvím turistů, kteří navštěvují i místní Muzeum Sixth Floor nacházející se ve dvou nejvyšších patrech Texaského knižního velkoskladu. V muzeu, které bylo od svého vzniku roku 1989 navštíveno více než šesti miliony turistů, se nachází rozsáhlé expozice věnující se okolnostem atentátu a rovněž je možné zde zhlédnout množství autentického fotografického či audiovizuálního materiálu.

## Atentát

### Oficiální verze

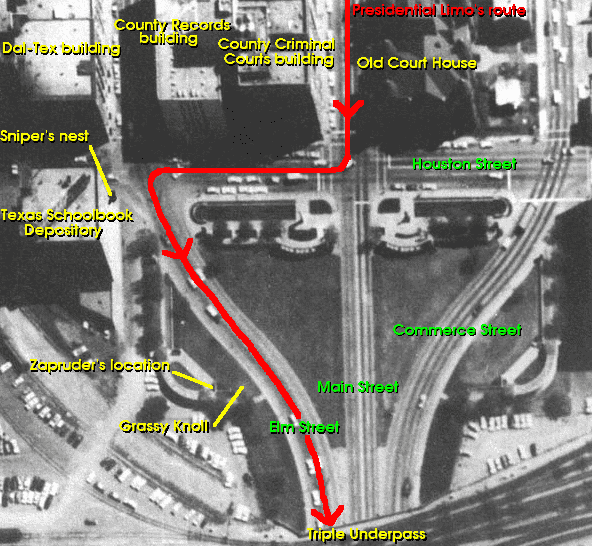
Plánek trasy jízdy prezidentské kolony

- Pozn.: Tato podkapitola popisuje průběh atentátu dle závěrů Warrenovy komise a komise HSCA

Chvíli před 12.30 místního času vjela prezidentská limuzína na lidmi zcela zaplněné náměstí Dealey Plaza a pomalu se blížila k Texaskému knižnímu velkoskladu. Řidičem limuzíny byl agent tajné služby Bill Greer, na místě pro spolujezdce seděl agent Roy Kellerman. Nellie Connallyová, manželka guvernéra, se otočila ke Kennedymu, který seděl na zadním sedadle a řekla mu: „Pane prezidente, rozhodně nemůžete říct, že Vás Dallas nemiluje“, což prezident s potěšením uznal. Když limuzína projela kolem budovy Texaského knižního velkoskladu a začala vjíždět do ulice Elm Street, kdosi zahájil palbu na prezidenta Kennedyho; velká většina svědků vyslechnutých po atentátu uváděla, že padly celkem tři výstřely. V případě první střely, která Kennedyho nezasáhla, bylo podle výpovědí lidí z davu velmi těžké určit směr, ze kterého byla vypálena, a mnoho svědků později uvedlo, že první výstřel považovali za ohňostroj nebo za ránu z výfuku staršího automobilu. John F. Kennedy a John Connally, kteří seděli po boku svých manželek, se hned po první střele začali zmateně ohlížet kolem sebe. Connally poznal, že se jedná o zvuk pušky velmi velké ráže a vykřikl: „Ó, ne, ne, ne!“. Otočil se doprava a poté za sebe, aby se podíval na prezidenta sedícího za ním.

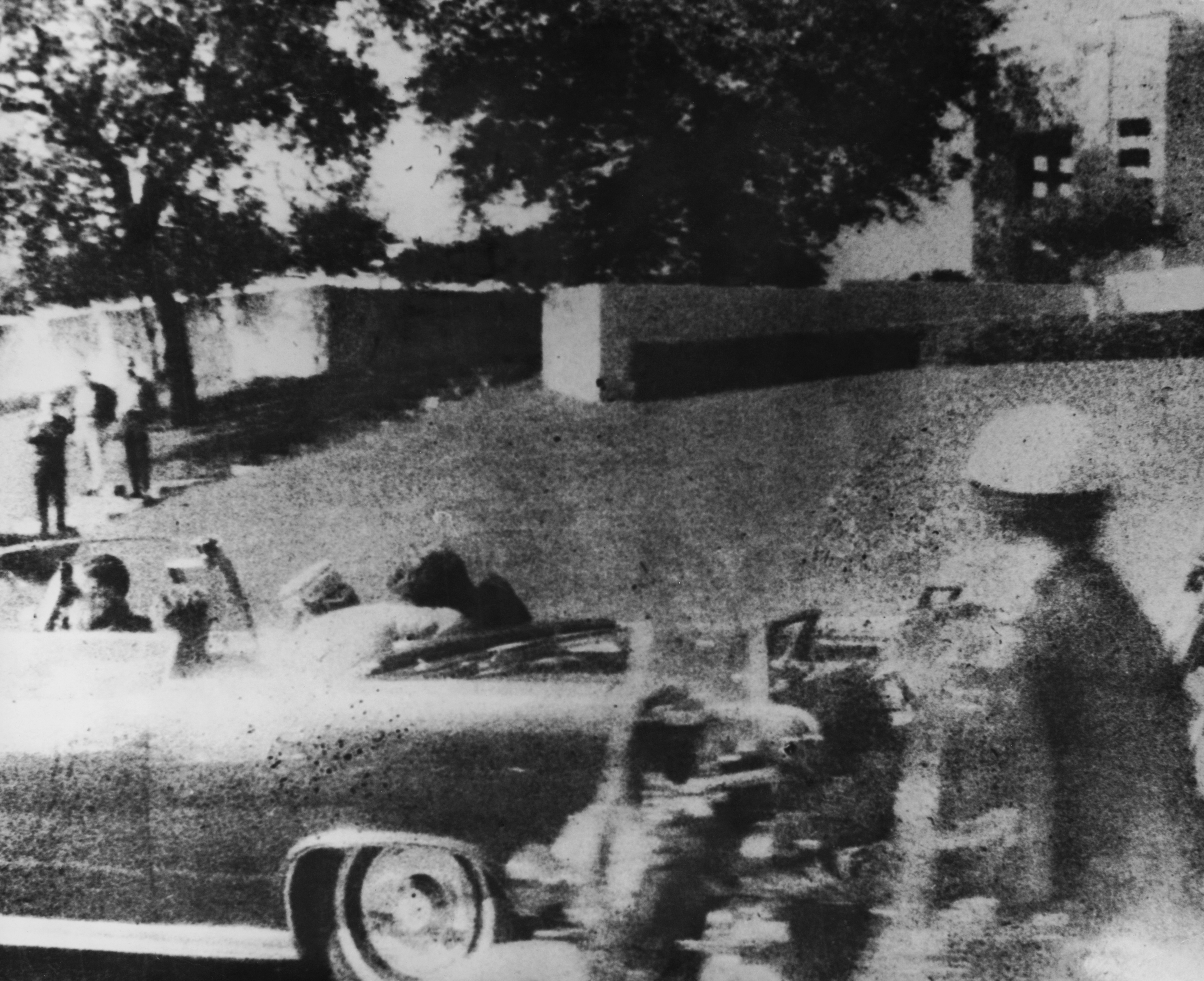
Fotografie pořízená Mary Moormanovou zlomek sekundy po fatálním zásahu prezidentovy hlavy

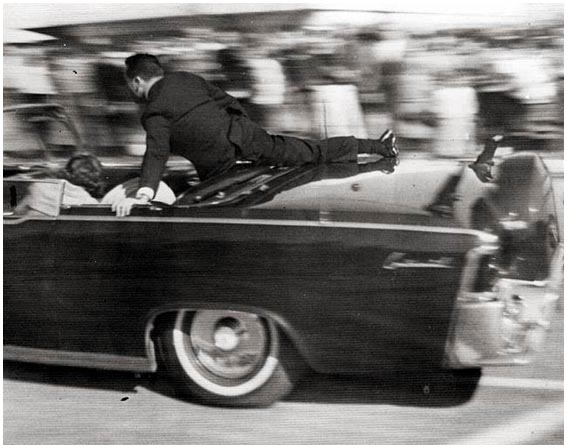
Agent Hill se tiskne ke kapotě rychle jedoucí limuzíny

Ze zpráv Warrenovy komise a HSCA vyplynulo, že ve chvíli, kdy prezident mával davům po své pravici, mu vnikla kulka do vrchní části zad, prošla jeho krkem a vyšla ven jícnem. Poté zvedl ruce, chytil si krk a zavrávoral nejprve směrem dopředu a následně doleva, zatímco ho jeho manželka Jacqueline v šoku objímala se slovy: „Ale ne, můj bože, zastřelili mi manžela… miluji tě Jacku“. Agent Kellerman prý v tu chvíli zaslechl Kennedyho zachroptět větu: „Můj Bože, trefili mě.“ Guvernéra Connallyho podle „teorie jedné kulky“ zasáhla tatáž kulka jako prezidenta, projela mu zády, hrudníkem, pravým zápěstím a levým stehnem. Hned poté vykřikl: „Můj Bože, oni nás všechny zabijí!“ Poslední střela vyšla ve chvíli, kdy prezidentská limuzína míjela betonový plot zahrady Johna Neely Bryana. Rozbila pravou část Kennedyho hlavy, ze které vytrhla kus tkáně o velikosti lidské pěsti. Kapota kufru limuzíny a jeden z policistů na motocyklu jedoucích jako doprovod za autem byli v tu chvíli potřísněni krví a částmi mozkové tkáně.
Prezidentskou limuzínu následovalo doprovodné auto, na jehož levé boční stojací plošině stál tajný agent Clint Hill. Okamžik poté, co byl prezident zasažen první střelou, seskočil Hill z auta a rozběhl se k limuzíně, jejíž řidič Bill Greer instinktivně zpomalil tak, aby ji byl agent Hill schopen doběhnout. Po fatálním zásahu Kennedyho hlavy vylezla paní Kennedyová v šoku na zadní kapotu limuzíny, během výpovědi si ovšem důvodem tohoto svého jednání nebyla zcela jista. Hill se však domníval, že se snažila sebrat kus odstřelené části Kennedyho lebky. Dále také vzpomínal, jak ve chvíli, kdy naskakoval na kufr limuzíny, v naprostém šoku křičela: „Zabili mi manžela! Ustřelili mu hlavu!“ Poté paní Kennedyová rozevřela svou ruku oděnou do bílé rukavičky a vykřikla: „V ruce mám jeho mozek.“ Hillovi se poté konečně podařilo naskočit na kufr limuzíny, strčil paní Kennedyovou zpět na sedadlo a přitiskl se na kapotu auta, které začalo vysokou rychlostí ujíždět z Dealey Plaza směrem k nemocnici Parkland Memorial Hospital.
Agent Clinton Hill hovoří v knize The Kennedy Detail od Geralda Blainea o strašlivé scéně, která se mu naskytla poté, co naskočil na limuzínu: „Šedé kusy mozkové tkáně a úlomky lebky byly po limuzíně rozesety jako nějaké děsivé konfety. Podlahu pokrývala kaluž krve. Prezident Kennedy ležel na sedadle zcela nehybný a v jeho hlavě byla zřetelně vidět díra o velikosti lidské pěsti.“
Guvernér Connally, který jel s prezidentem, byl též vážně zasažen, ale přežil. Lékaři později uvedli, že mu jeho manželka, která ho po zásahu strhla do svého klína, nevědomky pomohla zatlačit zranění na hrudníku, čímž mohl vzduch proudit do funkční poloviny plic – druhá část plic totiž po zásahu selhala.
Posledním zraněným byl svědek atentátu James Tague. Stál ve vzdálenosti 82 m směrem vpřed od místa, kde byl prezident zasažen, a byl lehce zraněn na pravé tváři. Zranění bylo způsobeno odraženou kulkou nebo její částí, která zasáhla obrubník chodníku.

### Garrisonova alternativní verze ovíce střelcích
- Další informace naleznete níže v kapitole Vyšetřování Jima Garrisona

Alternativní verzi celé události nabídl někdejší státní návladní z New Orleans Jim Garrison, který se postupem času stal značně skeptickým vůči závěrům oficiální zprávy Warrenovy komise. Ve své knize On the Trail of the Assassins (česky: Na stopě vrahům) uvádí, že svůj názor na atentát začal silně měnit na podzim roku 1966, kdy se setkal s vlivným senátorem za stát Louisiana, Russelem Longem, který mu měl dle jeho vlastních slov sdělit následující: „Ti chlapi z Warrenovy komise jsou úplně vedle. Nikde na světě byste nenašel člověka, který by byl takto schopen docela sám zastřelit Kennedyho.“
Podle alternativní verze, popisující průběh samotného atentátu, mělo být vypáleno 5–6 střel dvěma nebo i třemi různými střelci. V případě střelce ukrytého v Texaském knižním velkoskladu je třeba zmínit, že Garrison do značné míry pochyboval o tom, zda Oswald na Kennedyho vůbec kdy vystřelil – v knize On the Trail of the Assassins vyslovuje hypotézu (potažmo i ve filmu JFK od režiséra Olivera Stonea), podle které se Oswald jednoduše nacházel ve špatnou dobu na špatném místě a mohl být skutečně jen obětním beránkem. Zkráceně řečeno se tedy Garrison domníval, že na Kennedyho střílela z budovy knižního velkoskladu zcela jiná osoba. Druhým střelcem měl být neznámý muž ukrytý za dřevěnou palisádou lemující travnatý pahorek a hypoteticky i třetí, střílející z budovy Dal-Tex. Podle několika svědků byl v oblasti kolem travnatého pahorku cítit zápach spáleného střelného prachu, který mimo jiné podle bývalého armádního kapitána Ralpha Yarborougha, nemohl přicházet ze šestého patra Texaského knižního velkoskladu. Přítomný fotoreportér Thomas Atkins o tomto vypověděl: „Kennedyho vůz zrovna zabočil doleva směrem k železničnímu podjezdu. Ačkoliv jsem se nedíval na budovu nad námi, dobře jsem všechno slyšel... střely přicházely zespoda a z pravé strany, od travnatého pahorku… nikdy bych netvrdil, že přicházely pouze shora. Zvuk, který je doprovázel nenaznačoval, že byly vypáleny z místa výše položeného než ulice.“
Garrison ve své knize uvádí přesvědčení, že se prezident Kennedy dostal pod tzv. křížovou palbu (triangulační palbu), což je způsob útoku tří sniperů, při kterém je na cíl páleno z více úhlů, aby se tak zvýšila pravděpodobnost úspěšného zásahu a zároveň zkomplikovalo nalezení jejich úkrytu.
Průběh střelby podle verze o více střelcích:
- 1. střela je posádkou vozu zaregistrována, nikoho však nezasáhla a trefila pouze chodník;[68] vypálena byla buďto z Texaského knižního velkoskladu nebo z budovy Dal-Tex, za jejímž vnějším požárním schodištěm mohl být v úrovni druhého patra ukryt jeden ze sniperů[69]
- 2. střela byla vypálena o dvě sekundy později od dřevěné palisády a zasáhla Kennedyho do krku (viz okénko 188, Zapruderův film);[70] Kennedy se chytá oběma rukama za prostřelený krk,
- 3. střela silného kalibru, vypálená ze šestého patra skladu knih těsně míjí prezidenta a zasahuje guvernéra Connallyho do zad, proniká hrudníkem a vychází ven v místě jeho pravé prsní bradavky,
- 4. střela, kolem které panuje nejvíce dohadů a nejasností, měla být opět vypálena z budovy Dal-Tex nacházející se naproti skladu učebnic a údajně vytvořila zranění na prezidentových zádech,
- 5. střela byla vypálena od travnatého pahorku, zasáhla Kennedyho do spánku a vytvořila fatální frakturu lebky, přičemž vytrhla velký kus mozkové tkáně; její náraz prudce pohnul Kennedyho tělem dozadu a poté doleva; mnoho svědků přítomných na místě činu vyjádřilo přesvědčení, že tato střela byla vypálena zpoza dřevěné palisády,
- 6. střela byla vypálena opět z budovy knižního velkoskladu, roztříštila zápěstí guvernéra Connallyho, pronikla jeho levým stehnem.

Teorii o střelbě zpoza travnatého pahorku podporuje i svědectví zmíněné Julie Ann Mercerové, která chvíli před spácháním atentátu zastavila se svým vozem na kraji silnice. Měla vidět muže vystupujícího z dodávky, který nesl pušku zabalenou ve speciálním pouzdře směrem k dřevěné palisádě. Tuto výpověď doplňuje svědectví Jean Hillové, která podobě jako později zmiňovaný J. C. Price, viděla ihned po střelbě rychle běžícího muže oděného v hnědém kabátu a klobouku, směřujícího ke kolejím u železničního viaduktu. Hillová stála v době atentátu spolu se svojí přítelkyní Mary Moormanovou na Dealey Plaza, jen několik metrů od místa, kde byl prezident Kennedy smrtelně raněn. Tyto dvě svědkyně lze společně vidět například na snímku č. 301 ze Zapruderova filmu. Zmíněného muže Hillová identifikovala jako Jacka Rubyho, nicméně jeho přítomnost na Dealey Plaza v době atentátu nelze zcela bezpečně prokázat.

## Po atentátu
Ve chvíli fatálního zásahu projížděla limuzína kolem travnatého pahorku (angl. grassy knoll) v severní části Elm street. Jakmile kolona opustila Dealey Plaza, rozběhli se policisté a svědci z travnatého pahorku a nedalekého železničního viaduktu směrem k 1,5 m vysokému plotu oddělujícímu pahorek od přilehlého parkoviště. Soukromý výzkumník John Hankey vyslovil ve svém dokumentárním filmu JFKII – The Bush Connection (2003) domněnku, že tato zmíněná spontánní reakce svědků nepřímo dokazuje, že z těchto míst musel skutečně zaznít minimálně jeden výstřel. Takové chování si totiž podle jeho názoru nelze jinak vysvětlit. Žádný sniper však v těchto místech přímo zpozorován nebyl. Svědek S. M. Holland, který sledoval průjezd kolony z železničního viaduktu, uvedl, že se okamžitě po zaznění tří ran rozběhl kolem rohu, kde se viadukt napojoval na zmíněný plot, ale neviděl nikoho, kdo by z daného místa prchal. Podle zvuku střelby ale soudil, že rány přicházely ze směru od travnatého pahorku a k tomu navíc spatřil dým vycházející z tohoto místa.
Možnost střelby z travnatého pahorku podporuje i svědecká výpověď J. C. Price, který stál ve chvíli střelby na střeše budovy Poštovního úřadu, nacházející se na jižní straně Dealey Plaza. Price o tomto vypověděl: „V oblasti železničního viaduktu jsem zaslechl několik výstřelů, bylo jich asi pět. Poté jsem tam spatřil rychle běžícího muže, který směřoval k vozům zaparkovaným nedaleko železniční trati. Měl na sobě bílou košili bez kravaty a kalhoty v barvě khaki. Zdálo se mi, že měl delší tmavé vlasy a podle toho, jak rychle běžel, bych jeho věk odhadoval tak na 25 let. Něco držel v ruce, připomínalo mi to vysílačku, ale jistý si tím nejsem.“
Lee Bowers, posunovač na dráze, který v době atentátu seděl ve dvoupatrové kontrolní věži, měl dobrý výhled na oblast za plotem obklopujícím travnatý pahorek. Viděl celkem čtyři muže v oblasti mezi věží a Elm street: muže středního věku s mladším mužem stojící 3 až 5 m od viaduktu, kteří se mu jevili, že se navzájem neznají, a jednoho či dva muže z obsluhy parkoviště. V době střelby prý viděl v oblasti travnatého pahorku „něco neobvyklého, záblesk a někoho, kdo se pohyboval dost podivně“, ale nebyl schopen to popsat přesněji. S jistotou však žádného střelce neviděl. Bowers uvedl, že oba muži z obsluhy parkoviště stáli na svých místech i poté, co policista Clyde Haygood přelezl plot u pahorku. V interview, které Bowers poskytl roku 1966, uvedl, že dva zmínění muži, které viděl, byli na opačné straně plotu (z jeho pohledu) a že nikdo z nich nestál přímo u plotu během střelby.

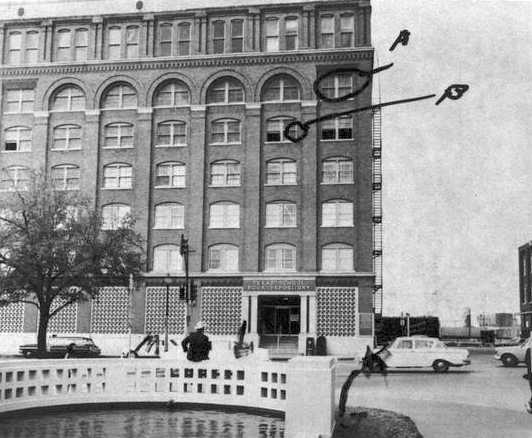
Písmeno A označuje okno, ze kterého střílel Oswald; B je okno, ze kterého Norman, Williams a Jarman v době atentátu sledovali průjezd kolony

Howard Brennan, instalatér, který seděl naproti budovy Texaského knižního velkoskladu, sdělil policii, že sledoval projíždějící kolonu a najednou uslyšel ránu přicházející shora. Podíval se tedy směrem, odkud rána vyšla a uviděl muže s puškou vystřelujícího další náboj z rohového okna v 6. patře. Téhož muže prý viděl několik minut předtím, jak se ze stejného okna rozhlíží. Brennan předal policii popis muže, který byl ve 12.45, 12.48 a 12.55 rádiově odvysílán všem dallaským policejním jednotkám.
Když Brennan po atentátu mluvil s jedním z vyšetřujících policistů, připojili se k nim Harold Norman a James Jarman ml., zaměstnanci Texaského knižního velkoskladu, kteří sledovali průjezd kolony z jihovýchodního okna v 5. podlaží budovy. Oba uvedli, že ještě společně s kolegou Bonnie Rayem Williamsem uslyšeli tři výstřely přicházející ze směru přímo nad jejich hlavami a ze stropu nad nimi se odloupla část omítky. Norman též slyšel zvuky nabíjení pušky a pád vystřelených patron na podlahu nad nimi.
Odhady času, kdy dallaská policie zablokovala vchody do budovy Texaského knižního velkoskladu se pohybují v rozmezí od 12.33 do 12.50. Mezi oběma zmíněnými časy byl prokazatelně otevřen zadní únikový východ, a budovu tak mohl bez kontroly opustit naprosto kdokoliv.
Ze 104 svědků stojících na Dealey Plaza, kteří slyšeli výstřely, 56 uvedlo, že výstřely přicházely od budovy Texaského knižního velkoskladu, 35 se domnívalo, že zvuk přicházel od travnatého pahorku nebo železničního viaduktu, 8 se zdálo, že zvuk vycházel buďto od travnatého pahorku nebo Texaského knižního velkoskladu a 5 nedokázalo směr přesně specifikovat.

## Lee Harvey Oswald

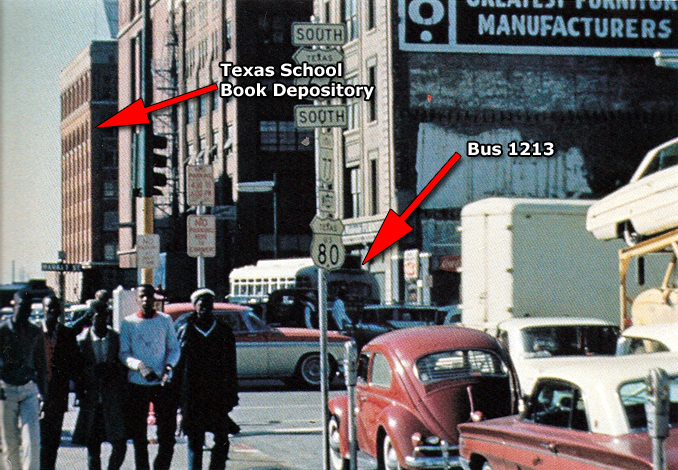
Tento autentický snímek, pořízený v ulici Marsalis Street, zachycuje autobus MHD, na jehož palubě byl právě v tu chvíli Lee H. Oswald (foto pořízeno cca ve 12.41)

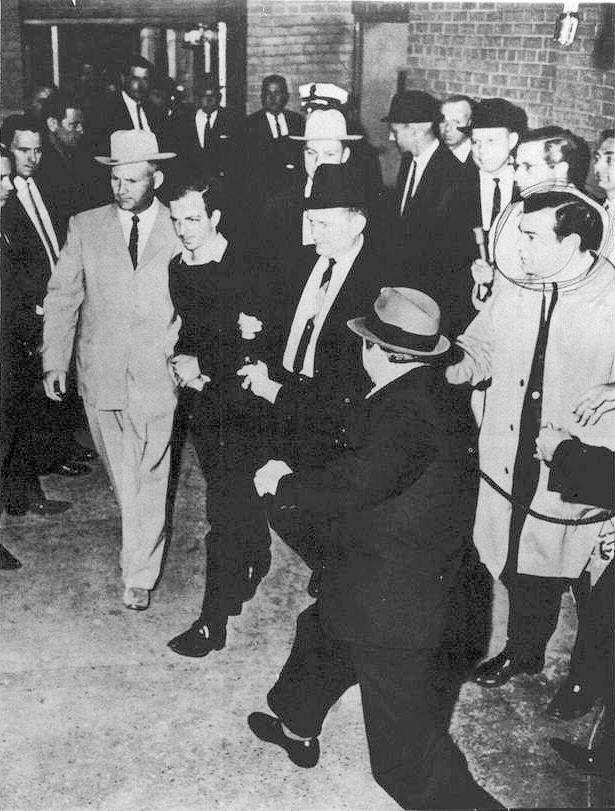
Jack Ruby přistupuje ke spoutanému Oswaldovi a během zlomku sekundy jej usmrtí výstřelem z revolveru

Lee Harvey Oswald, hlavní podezřelý ze spáchání atentátu, pracoval v Texaském knižním velkoskladu od 16. října 1963 jakožto posilový brigádník na předvánoční období. Přibližně devadesát sekund po atentátu byl viděn v malé jídelně ve druhém patře, jak popíjí Coca-Colu a pojídá sýrový sendvič. Oswald tedy musel dle závěrů Warrenovy komise v rozmezí minuty a půl stihnout vypálit tři střely na prezidenta, ukrýt pušku mezi krabicemi, seběhnout čtyři patra směrem dolů, koupit si Coca-Colu v automatu a usadit se ke stolu v jídelně. Prvním policistou, který po atentátu vstoupil do budovy knižního velkoskladu, byl Marion Baker. Do budovy vešel ve 12.32 a ve vstupní hale potkal ředitele Roye Trulyho, kterého se zeptal: „Kde jsou tu schody nebo výtah?“ Truly mu odpověděl: „Já jsem tu vedoucí. Pojďte se mnou strážníku, ukážu vám to.“ Oba poté společně vyběhli po schodech do druhého patra, kde spatřili muže (Oswalda) vycházejícího z kantýny. Baker na něj ihned zavolal: „Pojďte sem!“ Oswald se otočil a šel rovnou k němu. Baker se v tu chvíli zeptal ředitele Trulyho: „Znáte toho muže? Pracuje tady?“ Truly potvrdil, že je Oswald skutečně zaměstnancem velkoskladu a Baker se tedy o něj již dále nezajímal a běžel po schodech až do šestého patra. Policista Baker Warrenově komisi sdělil, že Oswald byl po celou dobu zcela klidný a nejevil žádné známky nervozity a to i ve chvíli, kdy na něj namířil svou služební zbraň. Oswald opustil budovu Knižního velkoskladu ještě před tím, než byl uzavřen policií; byl jediným zaměstnancem, který po atentátu budovu opustil a jeho nadřízený Roy Truly tedy nahlásil pohřešování přítomným příslušníkům dallaské policie. Ve 12.40 Oswald nastoupil do městského linkového autobusu č. 1213 na nedaleké zastávce MHD. V autobusu jej spatřila jeho někdejší bytná Mary E. Bledsoeová, která vypověděla: 
„… Oswald nastoupil. Vypadal jako blázen. Rukávy mu takto plandaly [znázorňuje]. Košili měl nevyspravenou… s dírou, byl špinavý, dívala jsem se radši jinam. Nechtěla jsem, aby poznal, že jsem ho spatřila, a tak jsem koukala ven. Někdy v tom okamžiku řidič řekl, že zastřelili prezidenta Kennedyho.“
 Z důvodu silného provozu však jel autobus velice pomalu a Oswald tedy o dva bloky dále požádal řidiče o otevření dveří, aby mohl vystoupit. Poté šel pěšky na blízkou zastávku společnosti Greyhound, kde si přivolal taxi a odjel k místu svého bydliště na adrese 1026 North Beckley Avenue. Do svého bytu přišel přibližně ve 13.00 a dle výpovědi domovnice Earlene Robertsové si oblékl kabát a „šel velice rychlou chůzí, takřka běžel“. Oswald opustil dům a zmíněnou svědkyní Robertsovou byl naposledy viděn, jak čeká na blízké autobusové zastávce.
Oswald byl zanedlouho poté spatřen v rezidenční čtvrti Oak Cliff v ulici 10. Avenue, vzdálené cca 1,3 km od místa bydliště. Podle závěrečné zprávy Warrenovy komise jej zde zpozoroval strážník Tippit a promluvil na něj skrze okénko svého vozu. Jakmile Tippit z vozu vystoupil a chtěl si s ním promluvit, měl Oswald dle oficiální verze vytáhnout revolver ráže 38 a chladnokrevně jej čtyřmi ranami zastřelit a to ještě za přítomnosti dvou svědků. V tomto bodě však existují důvodné pochybnosti, zda byl Oswald skutečně tou samou osobou, která Tippita zastřelila. Svědkyně činu, Aquilla Clemmonsová, která stála na rohu 10. Avenue a Patton Avenue vypověděla, že muž střílející na policistu Tippita měl krátce střižené vlasy a byl vysoké statné postavy, což se o Oswaldovi říci nedá. Další pochybnost vnáší do případu výpověď policisty Geralda Hilla, který Warrenově komisi sdělil, že revolver zajištěný u Oswalda měl plnou nábojovou komoru, na místě činu byly nalezeny pouze dvě vystřelené patrony místo „oficiálních“ čtyř, přičemž ráže těchto patron se výrazně lišila od ráže Oswaldova revolveru.

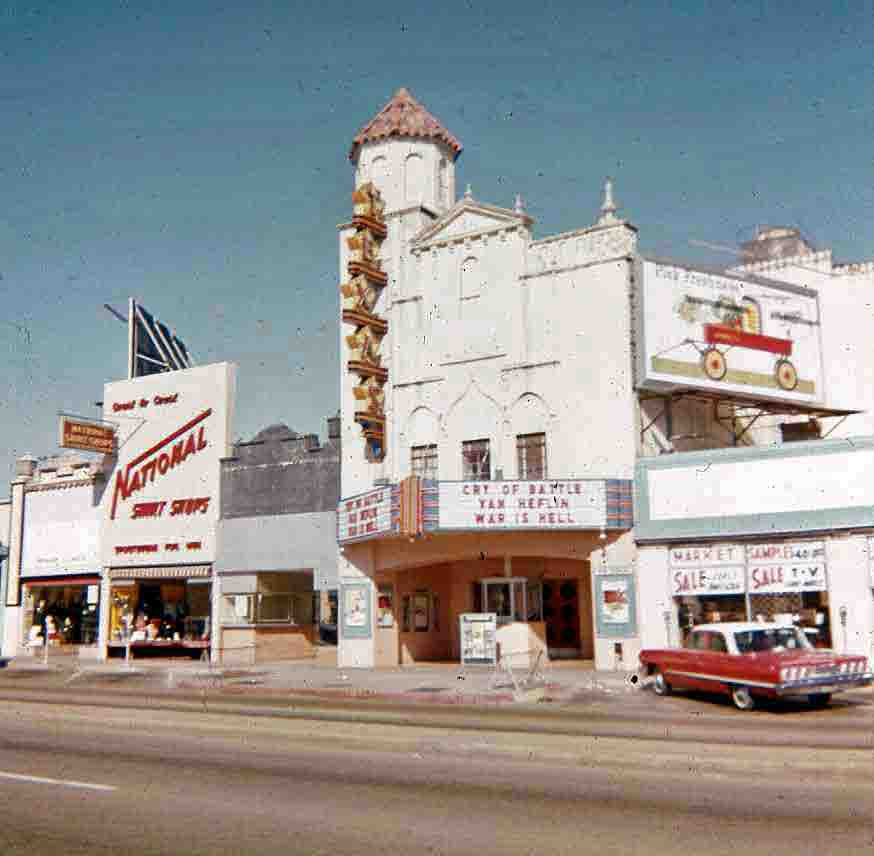
Kino Texas v roce 1963

Po zastřelení policisty Tippita se měl Oswald schovat před přijíždějícími policejními vozy v blízkém obchodě s obuví Hardy Shoe Store v ulici Jefferson Ave a chvíli poté bez placení vniknul do místního kina „Texas“. Dvaadvacetiletý prodavač z obuvnického obchodu, Johnny Calvin Brewer, toho dne poslouchal zprávy v rádiu a Oswald se mu zdál podezřelý. Sledoval jej tedy do zmíněného kina, kde o svém podezření informoval prodavače vstupenek, který posléze přivolal policii.
Policie dorazila na místo během několika minut (cca ve 13.45) a vnikla přímo do sálu, kde mělo zanedlouho začít promítání filmu s názvem „War Is Hell“ (česky: Válka je peklo). Zasahující policista Maurice N. McDonald přistoupil k Oswaldovi sedícímu v přední řadě a vyzval jej, aby se postavil. Oswald v tu chvíli řekl: „No, tak to je asi konec“ a když se zdálo, že zvedá ruce na znamení kapitulace, silně policistu McDonalda odstrčil. Následně vytáhl svůj revolver a chtěl se dále bránit střelbou, což mu ovšem McDonald znemožnil tím, že mezi kohout a nábojový válec revolveru rychle vrazil tenkou blanku kůže, jež se na lidské ruce nachází mezi palcem a ukazováčkem. Když byl Oswald vyváděn ven z kina kolem skupinky přihlížejících, neustále vykřikoval, že se stal „obětí policejní brutality“. Během následující noci mu byly sejmuty otisky prstů a následně sděleno obvinění z vraždy policisty Tippita a prezidenta Johna F. Kennedyho. Oswald však odmítl jakoukoli svou spojitost s oběma vraždami a několik minut před svou smrtí sdělil jednomu z reportérů, přítomných v budově Dallaského policejního oddělení, že je jen obětním beránkem policie (viz níže).
Otázka reportéra: „Vystřelil jste na prezidenta?“ Odpověď Oswalda: „Nechápu o čem tohle celé je. Sebrali mě jenom proto, že jsem žil v Sovětském svazu… jsem jen obětní beránek!“
Případ se nikdy nedostal k soudu, neboť Oswald byl dne 24. listopadu zastřelen za přítomnosti televizních štábů tehdy dvaapadesátiletým Jacobem Rubinsteinem, zvaným „Jack Ruby“, majitelem místního nočního klubu „Carousel“.
K útoku došlo v podzemní garáži Dallaské vazební věznice v 11.20 místního času, kde Oswalda vyhlížel dav novinářů a byla zde pro něj již přistavena vězeňská dodávka. Ta jej měla neprodleně transportovat do Dallaské okresní věznice, konkrétně k cele s maximální ostrahou. Rubinstein, ukrytý mezi novináři, ve chvíli průchodu Oswalda vyskočil z davu, vytáhl zpod kabátu svůj revolver a těsně před výstřelem na něj ještě zakřičel: „Zabil jsi mého prezidenta, ty kryso!“. Jeden z policistů, kteří vedli spoutaného Oswalda, stihl pouze v údivu vykřiknout: „Jacku, ty zkurvysynu!“ Oswald utrpěl průstřel v oblasti dutiny břišní s následným masivním krvácením z poškozené mezenterické tepny a téměř okamžitě byl převezen do nemocnice Parkland Memorial Hospital, tedy do stejné nemocnice, kde o dva dny dříve zemřel prezident Kennedy. Oswaldovo zranění však bylo natolik vážné, že mu ve 13.07 podlehl. Ruby odůvodnil svůj čin tím, že „chtěl ušetřit vdovu po zesnulém prezidentovi od útrap, jimiž by musela projít při procesu s vrahem svého manžela“. Většina komentátorů se však domnívala, že Rubyho úkolem bylo pouze odstranit Oswalda, aby pravda o atentátu nevyšla najevo. Jack Ruby byl za svůj čin odsouzen dne 13. dubna 1964 k trestu smrti v elektrickém křesle. Rubymu nepomohla ani snaha obhájců, kteří se snažili poukázat na jeho sníženou příčetnost v době atentátu a v konečném rozsudku bylo vyřčeno, že se Ruby dopustil chladnokrevné vraždy. Po svém odsouzení se sice úspěšně odvolal, nicméně než mohl být zahájen nový soudní proces, zemřel Ruby dne 3. ledna 1967 na rakovinu plic. Ruby se během svého věznění označoval též za oběť a v jednom z televizních interview uvedl:
„Svět se nikdy nedozví pravdu o atentátu, jinými slovy, moje pravdivé motivy… naneštěstí ti lidé, kteří tím tolik získali a kteří měli silný motiv mne dostat do této situace, nikdy nedovolí, aby skutečná pravda spatřila světlo světa.“

### Puška Carcano

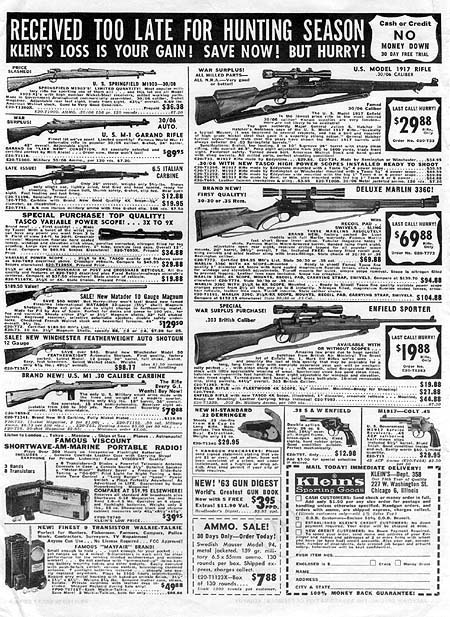
Reklamní leták chicagského zásilkového obchodu Klein's Sporting Goods z února 1963, který byl přílohou časopisu American Rifleman. Dle závěru Warrenovy komise si měl Oswald v březnu nechat od tohoto obchodu zaslat pušku s teleskopickým hledím (levý sloupec, třetí odshora)

Fotografie doličné pušky „Mannlicher–Carcano“, která byla nalezena v 6. patře Texaského knižního velkoskladu

Zbraní, pravděpodobně použitou ke spáchání atentátu, byla puška (karabina) italské výroby – Carcano M91/38 ráže 6,52 × 52 mm, se sériovým číslem C2766, o níž se ve srovnání se současnými puškami a karabinami nedá hovořit jako o nijak zvlášť výkonné či přesné. Ráno, v den atentátu, vezl Oswalda do práce jeho kolega Wesley Frazier, který si povšiml, že nese nějaký delší předmět zabalený v papíru. Když se Frazier dotázal o co se jedná, odpověděl mu Oswald, že s sebou nese tyč na záclony. Policie později tvrdila, že měl v tomto papírovém pouzdře zabalenu právě onu vražednou pušku Carcano. Puška Carcano ovšem ve funkční podobě měří na délku přibližně 97 cm, po rozmontování nejméně 88 cm. Podle svědeckých výpovědí L. M. Randlové, která Oswalda viděla ráno 22. listopadu před jeho domem a dle výpovědi již zmíněného kolegy Fraziera, měl však Oswald nést papírový balík o přibližné délce 68–71 cm. Tato výpověď se navíc potvrdila poté, co policie přeměřila místo ve Frazierově autě, na kterém dotyčný balík ležel: mezi sedadlem a dveřmi, o něž byl balík opřen, je vzdálenost 27 palců, tedy asi 68 cm. Touto nesrovnalostí se ovšem Warrenova komise nikterak nezabývala. Frazier Oswalda to ráno vysadil na parkovišti vzdáleném dva bloky od knižního velkoskladu, do práce jej ale přímo nedoprovázel, jelikož se zdržel pozorováním posouvaných vagónů na nedalekém vlakovém nádraží a nemohl tak dosvědčit, zda Oswald se zmíněným balíkem skutečně vešel do budovy velkoskladu či nikoliv. Jiný svědek sice vypověděl, že Oswalda to ráno viděl u vchodu do budovy, nepamatoval si však, že by dovnitř cokoliv vnášel. Dallaská policie a ani Warrenova komise tedy nebyly schopny zajistit jediného svědka, který by mohl dosvědčit, že Oswald v den atentátu vnesl do budovy velkoskladu jakýkoliv předmět, třebas jen připomínající pušku.
„Oswaldova“ zbraň byla vybavena jednoduchým zaměřovacím dalekohledem japonské výroby a spolu se značným zpětným rázem, kterým tato karabina trpěla, se jednalo o zbraň schopnou jen pomalé a do jisté míry také nepřesné střelby. Z tohoto důvodu existují značné pochybnosti o tom, zda mohl Oswald touto zbraní třikrát takto rychle a navíc velmi přesně vypálit. Zbraň byla nalezena v 6. patře Texaského knižního velkoskladu policisty Seymourem Weitzmanem a Eugenem Boonem zanedlouho po spáchání atentátu. Na podlaze pod oknem byly též nalezeny tři vypálené nábojnice ze zmíněné pušky. Policista J. W. Fritz z oddělení vražd, který byl na místo přivolán, okamžitě nařídil, aby nebylo s žádným nalezeným důkazem manipulováno do té doby, než vše fotograficky zdokumentuje poručík Day z dallaského policejního oddělení. Nález zbraně posléze nafilmoval Tom Alyea, reportér televizní stanice WFAA-TV. Analýzy provedené HSCA potvrdily, že se jedná o zbraň, jež byla použita k atentátu. Bylo prokázáno, že také kulka vytažená z těla guvernéra Connallyho byla vystřelena z nalezené zbraně. Zbraň byla zakoupena v březnu předchozího roku Lee Harvey Oswaldem pod falešným jménem Alek J. Hidell a doručena do P. O. Boxu č. 2915 v Dallasu. Podle zprávy Warrenovy komise byl navíc na pažbě zbraně nalezen částečný otisk dlaně Lee Harveyho Oswalda. Experti z FBI ovšem byli nuceni konstatovat, že byl otisk sňat z místa, kterého by se Oswald mohl dotknout jen při demontáži pušky, nikoli později. To tedy dokazuje pouze skutečnost, že Oswald někdy s puškou manipuloval a v blíže nespecifikované době ji demontoval. Neříká však zcela nic o tom, zda z nalezené pušky střílel či nikoliv. Dále je nutné zmínit, že již od začátku provázely identifikaci zbraně četné nejasnosti. Výše zmíněný policista Seymour Weizman totiž ve svém prvotním hlášení identifikoval nalezenou zbraň jako německou pušku Mauser M 98, ráže 7,92 mm. Československý deník Rudé Právo pak ovšem 23. listopadu uvedl s odkazem na americkou NBC: „… při pátrání po Kennedyho vrahovi byla v rohovém okně domu, odkud byly vypáleny smrtící střely, nalezena lovecká puška britské výroby s dalekohledem a na podlaze místnosti tři prázdné nábojnice. Jak však prohlašuje tajná policie, byla vrahova zbraň ‚velmi průbojná armádní nebo japonská kulovnice ráže asi 8 mm.‘“ V pozdějších vyšetřovacích spisech Warrenovy komise se nicméně hovoří výhradně o pušce Carcano.

## Úmrtí prezidenta Kennedyho

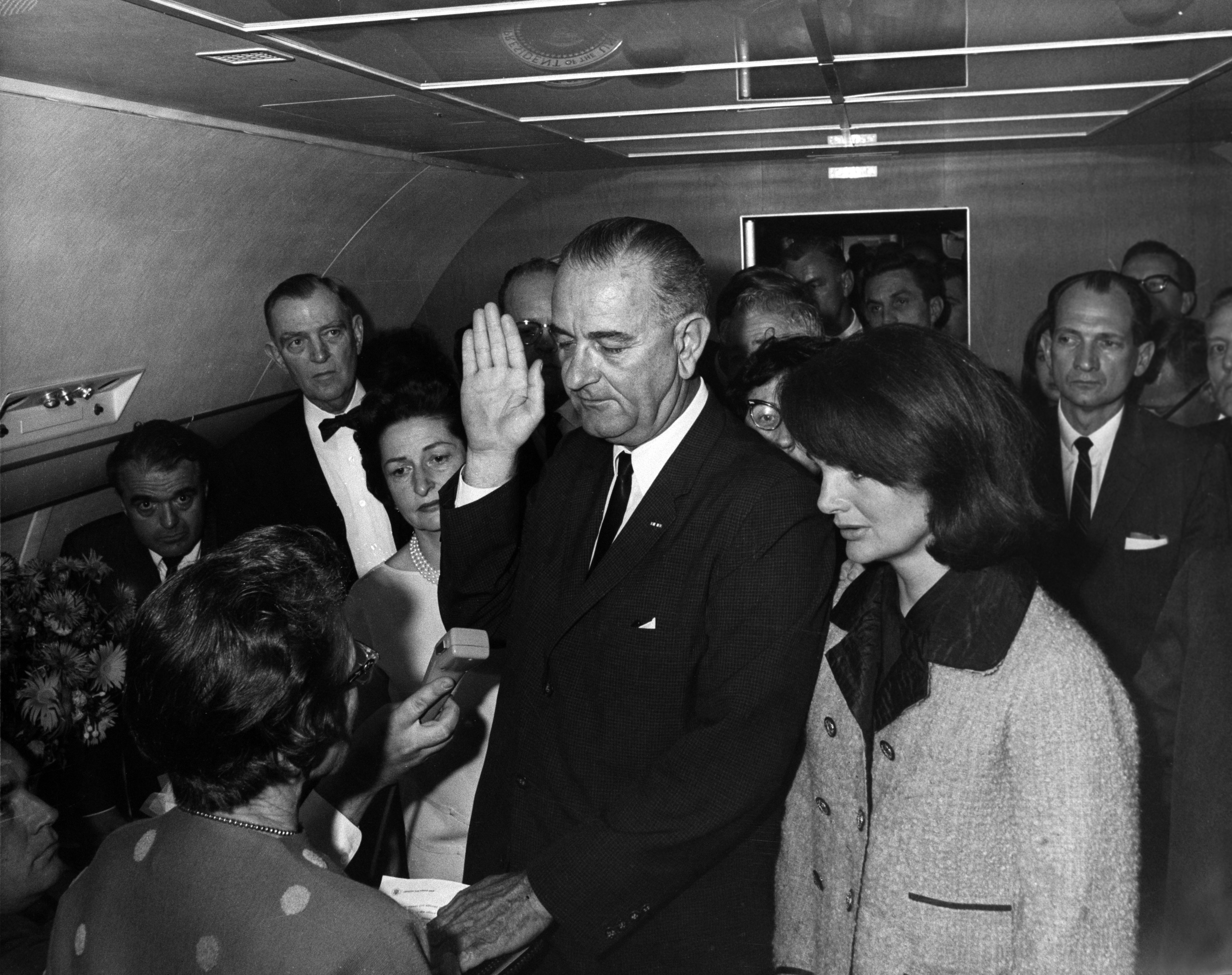
Lyndon B. Johnson skládá prezidentskou přísahu na palubě Air Force One v Dallasu

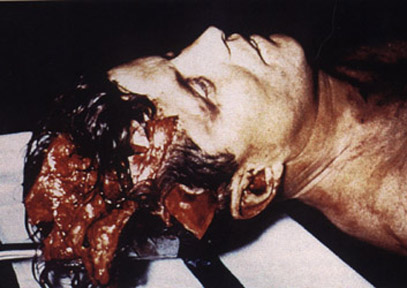
Fotografie hlavy prezidenta Kennedyho pořízená během pitvy v nemocnici Bethesda Naval Hospital; charakter zranění by mohl odpovídat použití kulky s explozivním účinkem, tzv. „Dum-Dum“ (viz níže)

Ve 12.36, tedy pouhých šest minut po atentátu, dorazily k hlavnímu vchodu nemocnice Parkland Memorial Hospital postupně vedoucí automobil s policejním šéfem Currym, prezidentská limuzína s těžce raněným Kennedym (a guvernérem Connallym) a doprovodný vůz tajné služby, nikdo z personálu zde však nečekal, ačkoliv o to byla nemocnice požádána ihned po střelbě. Na onu skutečnost zareagoval agent Kellerman tím, že po zastavení doslova vyskočil z prezidentské limuzíny a zakřičel: „Ať nám někdo okamžitě sežene dva sanitární vozíky!“ Agent Win Lawson z vedoucího vozu vběhl do vstupní haly, popadl dva vozíky a snažil se je sám vytlačit před vchod. Zde jej zpozorovalo několik zaměstnanců nemocnice, kteří mu nakonec pomohli vyvézt vozíky ven k limuzíně. V ní stále seděla šokovaná Jacqueline Kennedyová svírajíc smrtelně raněného manžela v klíně. Na sedadle vedle ní ležela část Kennedyho lebky pokrytá vlasy. Agent Emory Roberts musel paní Kennedyovou požádat, aby k sobě přestala tisknout svého manžela, jelikož jej hodlal s pomocí agentů Hilla a Kellermana naložit na již přistavený vozík. Ti jej poté neprodleně zavezli na operační sál Trauma Room 1.
Personál traumatologického oddělení (Trauma Room 1) ovšem zjistil, že je Kennedyho stav neslučitelný se životem, čímž se myslí, že ani v případě okamžitého zásahu lékaře hned na místě atentátu by neměl naději přežít. Prezident měl nehmatný puls, takřka nulový krevní tlak a poslechem byl pouze zaznamenán velice nepravidelný tlukot srdce. Během snahy o resuscitaci vešel na sál mladý neurochirurg Kemp Clark, který byl přítomným doktorem Baxterem okamžitě dotázán na stav prezidenta slovy: „Kempe, řekni nám, jak zlé je to zranění hlavy, protože ho ztrácíme“. Clark tedy odhrnul část vlasů, aby provedl vyšetření hlavy. Poté řekl: „Bože můj, on má odstřelenou celou pravou polovinu hlavy… pro něj již nemůžeme nic udělat“. Jeden z přítomných doktorů ještě provedl otevření hrudníku a pokusil se o přímou masáž srdce. Baxter k tomuto řekl: „Nyní, když víme v jakém stavu prezident je, nemáme důvod nadále resuscitovat“.
Dr. George Gregory Burkley, prezidentův osobní lékař, tedy později uvedl, že příčinou smrti bylo devastující zranění hlavy, což také uvedl v úmrtním listu.
Ve 13 hodin odpoledne (19.00 UTC) byla konstatována úplná zástava srdeční aktivity, katolický kněz Oscar Hubert udělil Kennedymu poslední pomazání a pacient #24740, Kennedy, John. F., byl prohlášen za mrtvého. Jeden ze zasahujících doktorů řekl: „Nikdy jsme neměli naději na záchranu jeho života“.
Kněz Hubert, který udělil poslední pomazání, sdělil deníku The New York Times, že byl prezident de facto mrtev již při příjezdu do nemocnice a že mu musel sundat z tváře pokrývku, aby mohl vykonat obřad. Oficiální prohlášení o Kennedyho smrti vydal zastupující tiskový mluvčí Bílého domu Malcolme Kilduff ve 13.33 odpoledne (19.33 UTC).
Několik minut po 14.00 (20.00 UTC), po konzultaci dallaské policie s agenty tajné služby, bylo Kennedyho tělo umístěno do rakve a převezeno na palubu Air Force One. Rakev s tělem byla do letadla naložena zadními dveřmi a byla uložena do zadní části oddělení pro cestující do místa, které bylo uvolněno odmontováním několika sedadel.
Viceprezident Lyndon B. Johnson, který jel v koloně ve druhém autě za prezidentskou limuzínou, se stal po Kennedyho smrti prezidentem Spojených států amerických; prezidentskou přísahu složil ve 14.38 na palubě Air Force One.

### Audiozáznam zletu Air Force One
Americký národní archiv (zkr. NARA) zveřejnil na konci ledna 2012 magnetofonové pásky obsahující odchozí a příchozí radiovou komunikaci prezidentského letounu Air Force One, který po atentátu směřoval z Dallasu zpět na Andrewsovu leteckou základnu u Washingtonu, D.C., převážeje ostatky zavražděného prezidenta Kennedyho. Tyto pásky, obsahující desítky minut hlasového záznamu, daroval archivu soukromý sběratel Nathan Raab, který jej získal od jednoho z Kennedyho osobních poradců. Část záznamu tvoří rutinní komunikace mezi piloty letounu AFO a řízením letového provozu, nicméně obsahují například i diskuse o způsobu, jak dále manipulovat s prezidentovými ostatky nebo také telefonickou komunikaci mezi Lyndonem Johnsonem a Rose Kennedyovou, matkou zesnulého JFK. Johnson, který se po atentátu stal novým prezidentem Spojených států, řekl Rose Kennedyové, ve snaze utěšit ji, následující: „Tak bych si, bože, přál, aby bylo něco, co bych mohl… Chtěl jsem vám říct, že truchlíme s vámi“, na což mu odpověděla: „Velmi vám děkuji. Děkuji vám moc. Vím, že jste Jacka miloval a on miloval vás.“

### Pitva

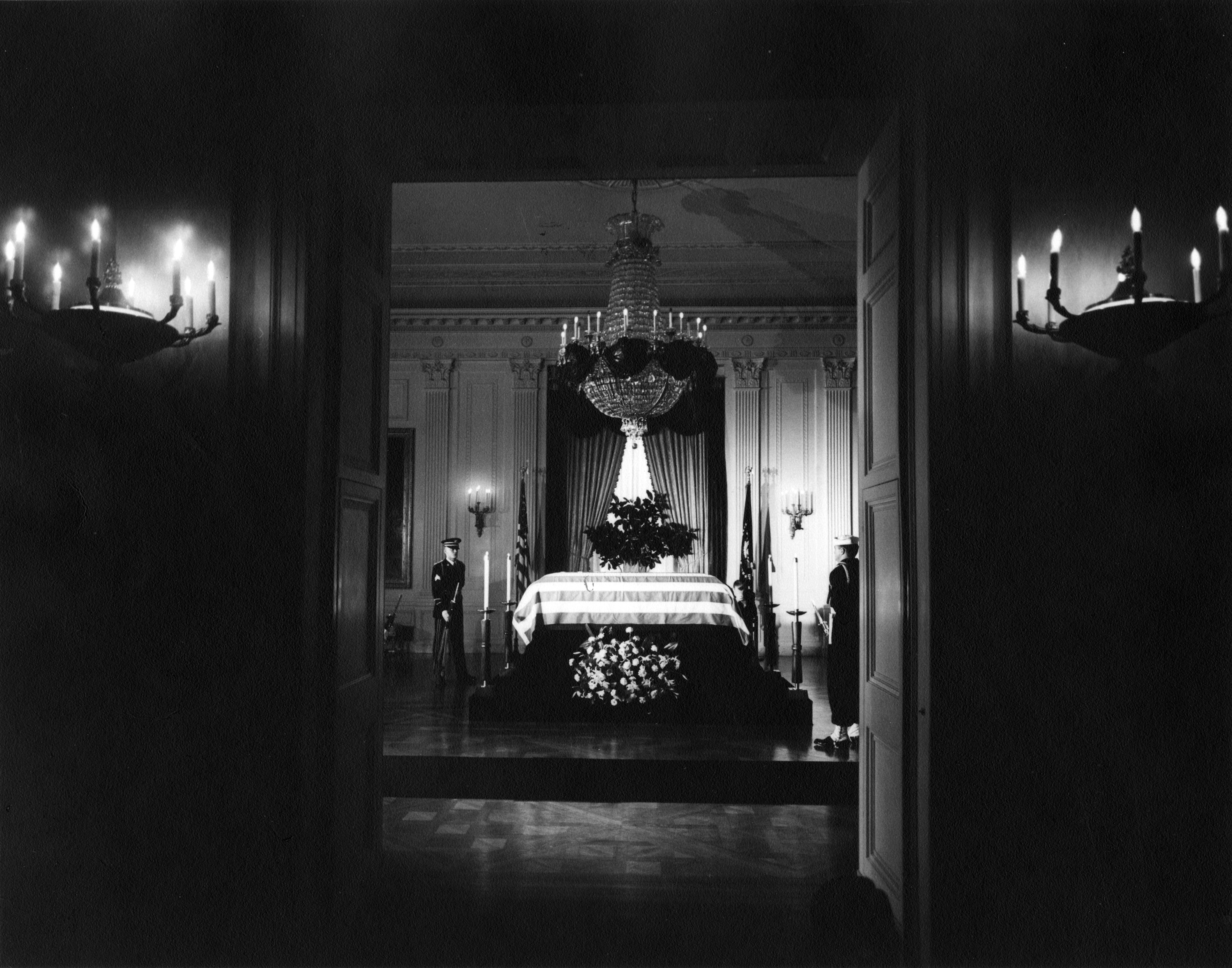
Americkou vlajkou přikrytá rakev s Kennedyho ostatky je po dobu 24 hodin uložena v Bílém domě

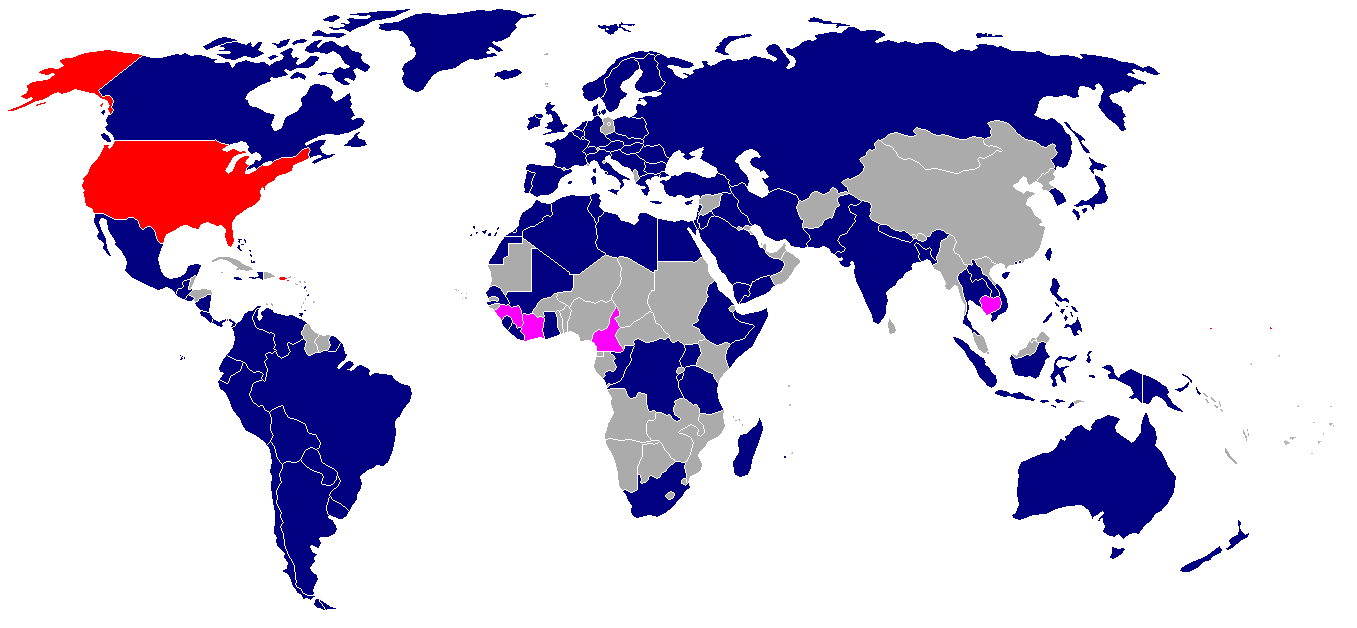
Pohřbu se účastnili zástupci z následujících zemí:
Spojené státy
Státy s oficiální účastí
Státy, jejichž zástupci byli přítomni pouze na zvláštní recepci prezidenta Johnsona dne 25. 11.
Státy bez oficiální účasti

Poté, co Air Force One přistál na Andrewsově základně nedaleko Washingtonu D.C., bylo tělo prezidenta Kennedyho převezeno do nemocnice Bethesda Naval Hospital k okamžité pitvě. Ta trvala přibližně od 20.00 do 23.00 (22. listopadu), poté bylo v době cca 23.00 až 04.00 tělo nabalzamováno a kosmeticky upraveno na pohřeb. Pitva prezidentova těla, provedená třemi patology, potvrdila, že zranění prezidentovy hlavy bylo smrtelné a kulka: 
„způsobila odtržením pravé části Kennedyho hlavy naprosto devastující zranění, které nebylo slučitelné se životem.“
Zranění na krku bylo v pitevní zprávě přisouzeno druhé střele, která „zasáhla prezidenta do zad na rozhraní ramen a krku, prošla svaly ve spodní části krku, poškodila vrchní cíp pravé plíce aniž by jí prošla a nakonec vyletěla přední částí krku,“ což vedlo k vytvoření pseudotracheotomické jizvy. Toto zjištění však nebylo ve shodě s prezidentovým osobním lékařem dr. Burkleym, který do úmrtního listu uvedl, že kulka zasáhla Kennedyho přibližně na úrovni 3. hrudního obratle. V Kennedyho košili a v kabátě, které měl na sobě, byly v oblasti mezi 12,5–15 cm pod límcem nalezeny díry po kulkách.
Fotografická analýza záznamu prezidentské kolony, která zkoumala i nově zveřejněný (2006) film zachycující dobu těsně před atentátem, ukázala, že prezidentův kabát byl zmačkán pod úrovní krku a nevisel tedy volně podél jeho těla, takže tehdejší průzkumy oblečení byly označeny za nevěrohodné, co se objasnění přesného místa zranění prezidentových zad týče. Diagram z pitevní zprávy dr. Thorntona Boswella se někdy používá jako důkaz zranění v nižší části zad. V roce 1966 ovšem dr. Boswell uvedl, že diagram nebyl nikdy zamýšlen jako zcela přesné měřítko a pro deník The Baltimore Sun ze dne 25. listopadu 1966 jej překreslil a zakřížkoval bod výše na diagramu. Boswell konstatoval, že jeho měření, která lokalizovala zranění do vzdálenosti 14 cm od krku a ucha, nesouhlasí s nálezem tvrdícím, že byl poškozen 3. hrudní obratel. Mimoto všichni tři členové pitevního týmu z nemocnice Bethesda zveřejnili fotografie z pitvy, na kterých je vidět zranění po vniku kulky v místě 6. krčního obratle, tedy na spodním okraji krku, což souhlasí s úrovní určenou během vyšetřování HSCA na základě fotografické a rentgenové dokumentace z pitvy.
Později byla pitva kritizována v několika bodech, např. to, že byly spáleny originální náčrty a poznámky Jamese Humese z pitvy a také neschopnost zajistit řádným způsobem veškeré nálezy a důkazy.

#### Možné použití tříštivé střely
Výsledky pitevního nálezu později doplnil Robert B. Livingston, jeden z předních světových specialistů pro výzkum lidského mozku, který v knize Assassination Science: Experts Speak Out on the Death of JFK (česky: Vražedná věda: Experti se vyjadřují ke smrti JFK) vyslovil přesvědčení, že: „... něco muselo s velkou silou explodovat v oblasti velkého týlního otvoru, jelikož došlo k odtržení mozečku, částí lebeční kosti a dále došlo k vytvoření masívního otvoru v tvrdé pleně mozkové, která odděluje mozeček a hlavní dutinu lebeční.“
Charakter zranění podporuje teorii, podle které mělo být fatální zranění Kennedyho hlavy způsobeno tříštivou střelou, tzv. „dum-dum“, vypálenou zepředu od travnatého pahorku. Možnost užití střely dum-dum byla navíc zmíněna i v deníku Spartanburg Herald-Journal ze dne 28. listopadu 1963. Zde hovoří patolog Dr. James Beyer z Arlingtonské nemocnice ve Virginii o svém přesvědčení, že minimálně jedno z několika zranění prezidenta by tomuto podezření mohlo odpovídat.

### Pohřeb

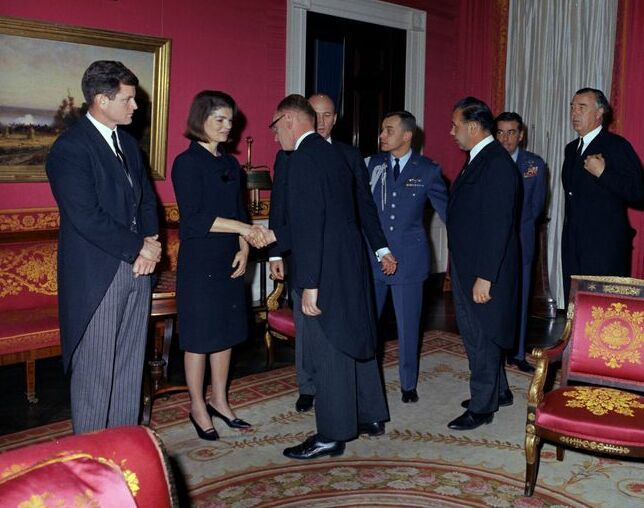
Jiří Hájek kondoluje Jacqueline Kennedyové, následován velvyslancem Karlem Dudou

Tělo prezidenta Kennedyho bylo po pitvě převezeno do jedné z místností Bílého domu, kde bylo po 24 hodin uloženo v uzavřené rakvi. Privátně je však mohla vidět rodina a nejbližší přátelé. V neděli následující po atentátu byla rakev přikrytá americkou vlajkou převezena do Kapitolu. Tisíce lidí stály takřka nekonečné fronty, aby mohly zhlédnout rakev hlídanou čestnou stráží.
Státního pohřbu, který se konal 25. listopadu 1963, se zúčastnilo na 220 státníků ze 102 zemí světa. Oficiálním československým zástupcem na pohřbu byl Jiří Hájek, tehdejší vyslanec ČSSR při OSN, za Sovětský svaz se oficiálně účastnil první náměstek předsedy Rady ministrů SSSR Anastáz Ivanovič Mikojan. Po smutečním obřadu byla rakev před zraky 800 000 lidí převezena na zvláštním voze na Arlingtonský národní hřbitov k pohřbu.

## Záznamy atentátu
Žádná televizní ani radiová stanice nezachytila atentát v přímém přenosu, neboť místo, kde se udál, nebylo považováno za důležité. Většina novinářů ani nedoprovázela prezidentskou kolonu, namísto toho čekala na Kennedyho příjezd u Dallas Trade Mart. Ti novináři, kteří kolonu doprovázeli, byli v její nejzadnější části.
Dallaská policie zaznamenávala svůj radiový provoz ve dvou kanálech. První komunikační kanál byl používán pro rutinní policejní komunikaci, druhý kanál byl vyhrazen přímo pro potřeby prezidentské kolony. Až do chvíle atentátu sestávala komunikace na druhém kanálu pouze z hlášení polohy.
Okolo času 12.30 je na záznamu z kanálu číslo 1 slyšet po dobu 3 minut a 11 sekund nesrozumitelný hluk a šum. Na kanálu číslo 2 lze slyšet: „Dallas 1: Jedeme do nemocnice – do Parkland Hospital; upozorněte personál nemocnice, aby se připravil; pošlete někoho na ten železniční viadukt, aby zjistil, co se tam stalo; Dallas 1: Vypadá to, že střelili prezidenta, upozorněte personál nemocnice; Dispečer: 10-4 už byli upozorněni“.
Poslední sekundy života prezidenta Kennedyho byly natočeny na němý 8 mm film v rozsahu 26,6 sekund a zachycují chvíle těsně před, během a těsně po atentátu. Film byl pořízen amatérským kameramanem Abrahamem Zapruderem a vešel ve známost jako Zapruderův film. Zvětšené výřezy ze Zapruderova filmu byly zanedlouho po atentátu zveřejněny v časopisu Life. Od roku 1975 byly jeho záběry opakovaně vysílány televizí, přičemž mnohdy vynechaly záběr fatálního zásahu a roztříštění části Kennedyho hlavy.
Zapruder ovšem nebyl jediným, kdo pořídil záběry atentátu. Na Dealey Plaza bylo v tu chvíli celkem 32 fotografů. Amatérské záběry, které zachycují fatální zásah, byly pořízeny také Orvillem Nixem, Marií Muchmoreovou a Charlesem Bronsonem, ovšem z mnohem větší dálky než stál Zapruder.
Další filmy zachycující Dealey Plaza okolo doby atentátu byly pořízeny Robertem Hughesem, F. Markem Bellem, Elsie Dormanovou, Johnem Martinem, ml., Patsy Paschallovou, Tinou Townerovou, Jamesem Underwoodem, Davem Wiegmanem, Malem Couchem, Thomasem Atkinsem, R. Danielem a neznámou ženou v modrých šatech stojící na jižní straně Elm street. Statické fotografie pořídili Phillip Willis, Mary Moorman, Hugh W. Betzner ml., Wilma Bond, Robert Croft a mnoho dalších. Jediným profesionálním fotografem přítomným na Dealey Plaza byl Ike Altgens z dallaského Associated Press.
Velice důležité snímky atentátu mohla pořídit i dodnes neidentifikovaná žena, výzkumníky přezdívaná jako Babushka Lady, která z bezprostřední blízkosti filmovala průjezd prezidentské kolony v době atentátu, což dokazují záběry jiných fotografů. Například je vidět na Zapruderově filmu v rozmezí snímků 283–292, kde stojí za mužem ve světlém svetru a přímo filmuje průjezd prezidentské limuzíny. Vidět je též na fotografiích Marie Muchmoorové (M42) nebo na filmu Orvilla Nixe.
20. února 2007 byly dallaským Muzeem Sixth Floor zveřejněny dlouho neznámé barevné snímky, pořízené Georgem Jefferiesem v den atentátu. Na záběrech není zachycena doba střelby, jelikož byly pořízeny zhruba 90 sekund před prvním výstřelem, navíc několik bloků od Dealey Plaza. Jediný detail relevantní pro účely vyšetřování je zřetelný záběr Kennedyho obleku pomačkaného v místě hned pod límcem, což vedlo k odlišným kalkulacím o tom, jak nízko do zad byl Kennedy zasažen první střelou.
V roce 2010 byl Muzeu Sixth Floor věnován dlouhou dobu neznámý barevný film pořízený Williamem W. Warrenem, jemuž bylo v den atentátu 15 let. Tento film, natočený osudného 22. listopadu, nezachycuje atentát samotný, nýbrž přílet Air Force One na dallaské letiště Love Field a následné přivítání prezidentského páru představiteli Dallasu a Texasu. Mnozí studenti z dallaských škol byli toho dne uvolněni dříve ze školy, aby mohli být přítomni na letišti a sledovat přílet prezidenta Kennedyho a jeho choti. Ward tedy spěchal ze školy domů, vzal si s sebou 8 mm barevnou kameru a vyrazil na letiště, kde výše zmíněné záběry pořídil. Gary Mack, kurátor sbírek Muzea Sixth Floor, považuje tyto snímky „za nejlepší amatérský záznam příletu Kennedyho do Dallasu ze dne 22. listopadu 1963.“

## Oficiální vyšetřování

### Dallaská policie

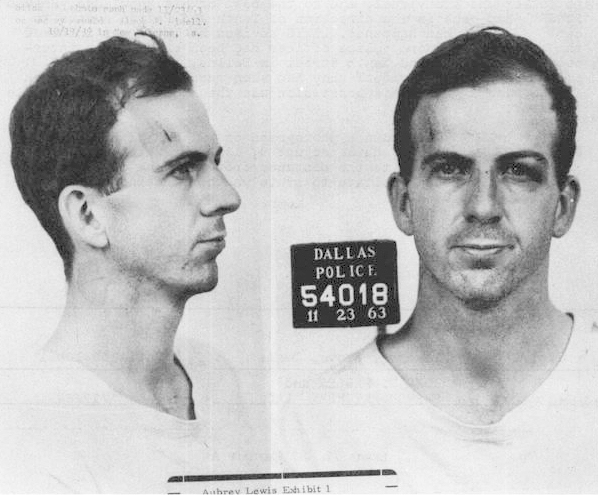
Fotografie L. H. Oswalda pořízená ve vazbě dallaskou policií

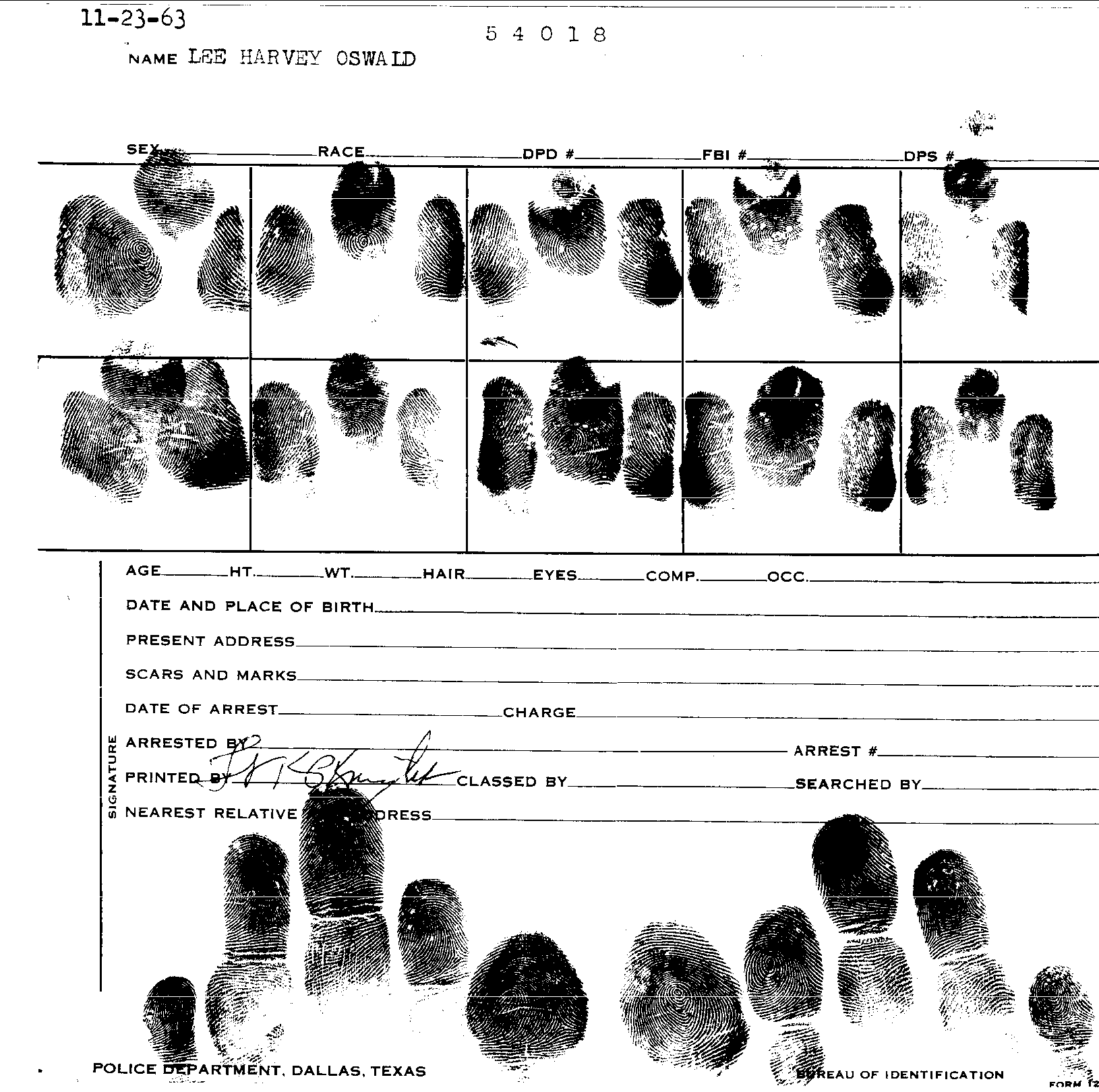
Oswaldovy otisky sejmuté 23. listopadu 1963 ve vazbě

Po zatčení Oswalda a zajištění důkazů z místa činu držela dallaská policie Oswalda na policejní centrále, aby mohly být provedeny výslechy. Oswald byl mezi 22. až 24. listopadem vyslýchán celkem asi 12 hodin a otázky směřovaly především k objasnění vraždy policisty Tippita a atentátu na Johna F. Kennedyho. Oswald však během výslechů neustále odmítal jakoukoliv spojitost s těmito vraždami. Většinu otázek kladl kapitán Fritz, vyšetřovatel oddělení vražd, který si z výslechu pořizoval jen velmi stručné poznámky. Fritz tedy napsal závěrečnou zprávu o výsleších na základě poznámek, které sepsal „zpaměti“ o několik dnů později. Během výslechů navíc nebyly pořizovány žádné zvukové ani těsnopisné záznamy. Výslechům byli přítomni i příslušníci FBI a amerických tajných služeb, kteří též příležitostně kladli otázky a zapisovali si průběžné poznámky.
Večer 22. listopadu byly Oswaldovi provedeny parafínové testy rukou a pravé líce, aby bylo potvrzeno, zda skutečně střílel z nalezené zbraně. V případě rukou byly výsledky pozitivní, v případě pravé líce však nikoliv. Z důvodu značné nespolehlivosti těchto testů však Warrenova komise při svém šetření nebrala na jejich výsledky ohled.
Oswald poskytl během výslechu na policii jen velmi málo informací. Většinou byl konfrontován s důkazy a zjištěními, která nijak neobjasnil a uchyloval se k tvrzením, která se později ukázala jako nepravdivá. Další výslechy již nebylo možné provést, neboť Oswald byl o dva dny později zavražděn.

### Vyšetřování FBI
Federální úřad vyšetřování byl jako první pověřen úplným vyšetřením okolností atentátu. 24. listopadu 1963, několik hodin po zavraždění Oswalda, sdělil tehdejší ředitel John Edgar Hoover, že „chceme získat evidentní důkaz, který veřejnost přesvědčí o vině L. H. Oswalda.“ 9. prosince 1963 vydal FBI závěrečnou zprávu, kterou pak předal Warrenově komisi.
FBI konstatoval, že byly vypáleny pouze 3 střely; s počtem střel Warrenova komise souhlasila, neshoda vznikla v tom, která ze střel zasáhla Kennedyho a která guvernéra Connallyho. Zpráva FBI tvrdila, že první ze střel zasáhla Kennedyho, druhá guvernéra Connallyho a třetí smrtící opět Kennedyho. Tento závěr je v rozporu s názorem Warrenovy komise, podle něhož první střela cíl minula, druhá zasáhla Kennedyho a zranila i Connallyho a třetí opět zasáhla Kennedyho přičemž způsobila devastující zranění Kennedyho hlavy.

#### Kritika vyšetřování FBI
Vyšetřování Federálního úřadu vyšetřování bylo v roce 1979 přezkoumáno výborem HSCA, který dospěl k závěru, že:
- FBI dostatečně prošetřil Oswaldovy motivy spáchání atentátu a správně zhodnotil jeho pohnutky záměrně ohrozit národní bezpečnost.
- FBI vedl řádné a profesionální vyšetřování týkající se spojitosti Oswalda s atentátem.
- FBI selhal v prošetření možnosti, že by za atentátem na prezidenta mohlo stát spiknutí.
- FBI dostatečně nesdílel svá zjištění s ostatními vyšetřujícími orgány.[212]

FBI byl navíc podroben vyšetřování z důvodu možného spojení agenta Jamese Hostyho s osobou Oswalda, v jehož adresáři bylo nalezeno Hostyho jméno. FBI poskytl Warrenově komisi nejprve přepis ručně psaného Oswaldova adresáře, kde bylo Hostyho jméno vymazáno. Dva dny před atentátem se měl Oswald setkat s Hostym v jeho kanceláři a když zjistil, že Hosty není přítomen, měl mu zde zanechat obálku s dopisem. Dva dny poté, co byl Oswald zastřelen Jackem Rubym, byl Hostyho nadřízený pověřen zničením zmíněného dopisu, což učinil roztrháním a spláchnutím do toalety. O několik měsíců později, když Hosty vypovídal před Warrenovou komisí, nepřiznal žádnou spojitost s Oswaldem. Informace o této možné spojitosti byla zveřejněna až později během vyšetřování HSCA.

### Nedostatečná opatření tajných služeb
Seržant Davis z oddělení vražd dallaské policie se před spácháním atentátu domníval, že zajistil dostatečně přísná bezpečnostní opatření k ochraně prezidentské kolony. Agent tajné služby Winston Lawson, toho času zodpovědný za plánování bezpečnostních opatření, dallaskou policii navíc ujišťoval, že není potřeba, aby bezprostředně za prezidentskou limuzínou jel doprovod zkušených policistů z oddělení vražd, jejichž přítomnost byla při návštěvách důležitých osobností a politiků obvyklá. Policejní velitel Jesse Curry později uvedl, že pokud by měl své muže vybavené samopaly a puškami na místě, mohlo být atentátu zabráněno nebo by policisté přinejmenším mohli zabránit útěku vraha z místa atentátu. Další bezpečnostní mezeru představovala skutečnost, že dallaská policie neměla v době atentátu vlastní jednotku odstřelovačů, která by mohla být za účelem ochrany prezidenta nasazena podél trasy průjezdu kolony.

#### Pochybnosti ohledně průjezdu přes Dealey Plaza

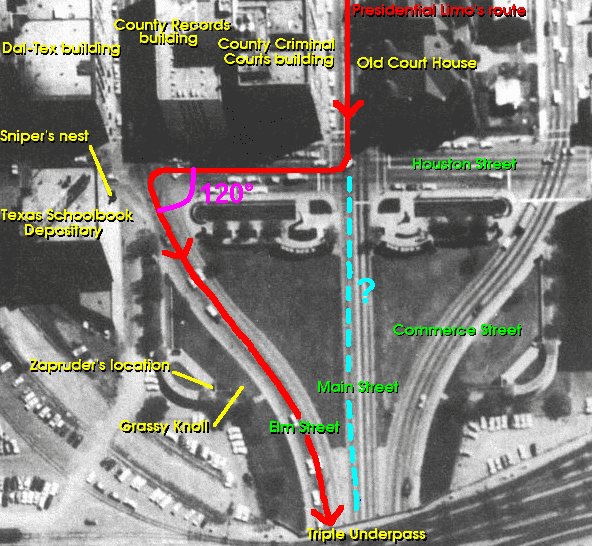
Plánek trasy jízdy prezidentské kolony;

Prezidentská kolona, která opustila ulici Main Street musela hned při vjezdu na Dealey Plaza zabočit nejprve doprava pod úhlem 90° a po přibližně čtyřiceti metrech musela u budovy Knižního velkoskladu zatočit prudce vlevo. V tomto bodě došlo k jedné z mnoha dalších nestandardností a to sice, že kolona provedla zabočení doleva pod úhlem 120°, přičemž ale byla během návštěv vysokých státních činitelů považována za bezpečnou pouze taková zatáčka, jejíž úhel nepřesahoval 90°. V důsledku nutnosti vybrat takto ostrou zatáčku bylo tedy nutné provést výrazné zpomalení prezidentské limuzíny na rychlost přibližně 20 km/h. Trasa průjezdu byla těmito „manévry“ značně zkomplikována, ačkoliv to nebylo zdaleka nutné. Kolona mohla při vjezdu do prostoru Dealey Plaza pokračovat dále po prostřední komunikaci ulice Main Street, která vedla přímo skrze park a nevyžadovala tak jeho zdlouhavé objíždění, jako tomu bylo v případě ulice Houston Street a Elm Street. Ostatně podle trasy, zveřejněné v místních denících Dallas Times Herald a Dallas Morning News, měla prezidentská kolona skutečně projet komunikací přímo skrze střed náměstí Dealey Plaza a pokračovat dále až za železniční viadukt, kde se všechny ulice (Elm, Main a Commerce Street) stékaly v jeden velký devítiproudý silniční tok směřující k Dallas Trade Mart.

### Warrenova komise

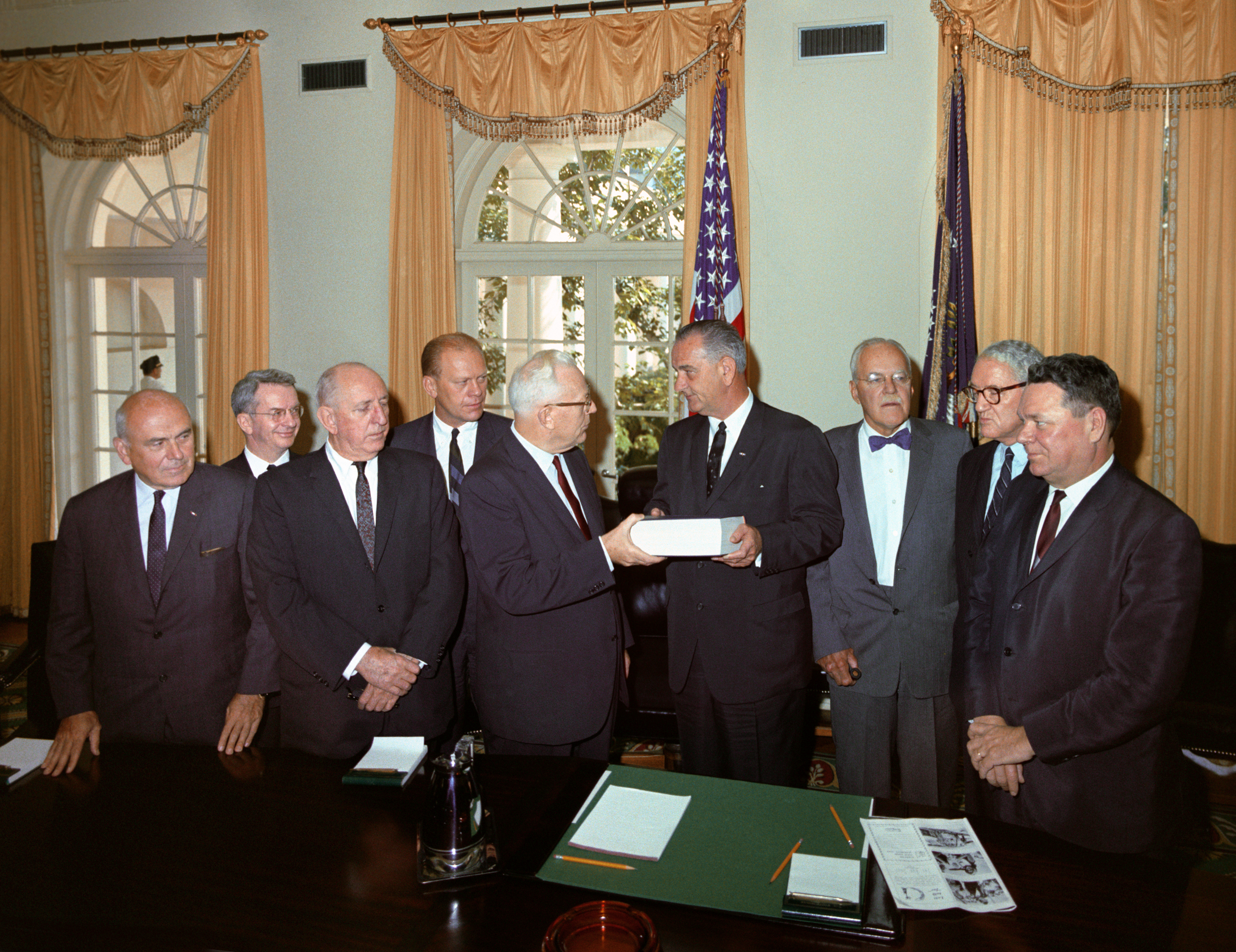
Warrenova komise představuje svou zprávu prezidentu Johnsonovi

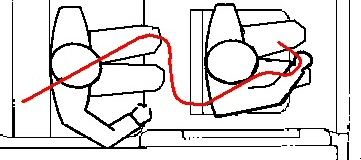
Dráha střely podle „teorie jedné kulky“ (směr střely na obrázku je zleva doprava) Náčrtek neodpovídá realitě, guvernér seděl blíže středu vozu a níže, než prezident a dráha kulky tudíž nebyla „zázračná.“

První vyšetřovací komise byla ustanovena prezidentem Johnsonem 29. listopadu 1963, týden po spáchání atentátu. V jejím čele stanul Earl Warren, nejvyšší soudce Spojených států. Z tohoto důvodu se tato komise neoficiálně nazývá Warrenova komise.
Po desetiměsíčním vyšetřování byla na konci září 1964 zveřejněna závěrečná zpráva Warrenovy komise. Komise v ní uvedla, že nezjistila žádnou spojitost atentátu s domácím či zahraničním spiknutím, ani zapojení žádných jiných osob či skupin do atentátu. Komise dospěla k závěru, že Oswald jednal sám, a že Jack Ruby Oswalda zabil též „na vlastní pěst“. Potvrdila, že všechny tři střely byly vypáleny Lee Harvey Oswaldem z budovy Texaského knižního velkoskladu, která se v té době nacházela v zádech prezidentské kolony. Komise též stanovila časové rozmezí, během kterého byly vypáleny všechny tři střely. Toto rozmezí mělo činit 4,8 až 7 sekund.
Komise dále uvedla, že:
- jedna ze střel pravděpodobně minula cíl,
- první „úspěšná“ střela zasáhla Kennedyho do zad v místě rozhraní mezi krkem a zády, vyšla ven přední částí krku a dále zranila guvernéra Connallyho,
- poslední ze střel zasáhla Kennedyho, čímž mu způsobila fatální zranění hlavy.

Již bylo zmíněno, že byly v budově Texaského knižního velkoskladu nalezeny tři prázdné patrony a použitá zbraň, 6,5 × 52 mm Model 91/38 Carcano, byla nalezena ukrytá poblíž místa činu. Komise vysvětlila zranění guvernéra Connallyho tak, že stejná kulka, která Kennedyho poranila na krku způsobila i všechna zranění Connallyho. Tato teorie vešla ve známost jako teorie jedné kulky.
Warrenova komise také zkoumala ostatní okolnosti atentátu a vyslovila kritiku nedostatečného zajištění bezpečnosti prezidenta Kennedyho. Další dokumenty, chráněné lhůtou pro zveřejnění, aby nedošlo k poškození práv nevinných osob zapojených do případu, mají být zveřejněny v nejbližší době.

### Panel Ramseyho Clarka
V roce 1968 byla generálním prokurátorem Spojených států, Ramsey Clarkem, vytvořena skupina čtyř lékařských expertů (neboli „panel“), kteří se sešli ve Washingtonu, D.C. za účelem prozkoumání veškerých záznamů souvisejících se smrtí prezidenta Kennedyho (rentgenové snímky, fotografie, dokumenty atp.). Ramseyho panel došel k závěru, že prezident byl zasažen dvěma střelami vypálenými zezadu a shora (z pohledu Kennedyho), přičemž první střela prošla jeho krkem na pravé straně aniž by zasáhla kost, druhá měla Kennedyho zasáhnout do lebky a vytvořit již zmíněnou fatální frakturu v oblasti pravého spánku.

### Rockefellerova komise
Roku 1975, za vlády prezidenta Geralda Forda, byla ustanovena Komise prezidenta Spojených států pro aktivity CIA na území Spojených států (angl. U.S. President's Commission on CIA activities within the United States) s úkolem prošetřit aktivity CIA prováděné na území USA. Komise byla vedena viceprezidentem USA Nelsonem Rockefellerem.
Část komise byla určena přímo k prošetření okolností atentátu na Johna F. Kennedyho. Pracovala především na analýze Zapruderova filmu a zjišťovala jednání a možnou přítomnost agentů CIA v Dallasu, E. Howarda Hunta a Franka Sturgise v době spáchání atentátu. Agent Hunt upadl v podezření kvůli dopisu objevenému v roce 1975, který měl krátce před atentátem obdržet od Oswalda. V dopise měl být zmíněn Huntův záměr setkat se s Oswaldem předtím, než bude pokračovat v přípravách na atentát. Komise však došla k závěru, že ani jeden z agentů nebyl v době atentátu v Dallasu. Později bylo zjištěno, že dopis s největší pravděpodobností je padělek vytvořený KGB, která tak chtěla zdiskreditovat americké tajné služby. Komise také prohlásila, že zásah prezidentovy hlavy, jak je zaznamenán v Zapruderově filmu, mohl být skutečně způsoben střelou vypálenou zezadu.
V roce 2007 byla nicméně synem E. Hunta zveřejněna zvuková nahrávka, ve které se Hunt na smrtelném loži přiznává k tomu, že byl zapojen do atentátu na Kennedyho. Dále tvrdí, že byl atentát spáchán na přímou objednávku tehdejšího viceprezidenta Johnsona, který se měl navíc postarat o zametení stop po skutečných iniciátorech atentátu.

### Vyšetřování HSCA
Šestnáct let po spáchání atentátu zrevidoval Zvláštní výbor pro vyšetření atentátu Sněmovny reprezentantů, zkráceně nazývaný HSCA, závěrečnou zprávu Warrenovy komise a zprávu FBI, ze které zpráva Warrenova komise z velké části vycházela. HSCA vyslovila kritiku obou zpráv, neboť prý dostatečně neprověřily možnost, že byl Oswald článkem spiknutí proti prezidentovi Kennedymu.
Zpráva komise dále konstatovala, že:
- FBI silně podcenila možnost spiknutí proti Kennedymu. Vyšetřování možnosti spiknutí bylo velmi omezené a dostupné důkazy a zdroje byly v tomto kontextu nedostatečně prověřeny.
- Warrenova komise v tomto ohledu též selhala: „Subjekt, kterému měla být věnována největší pozornost během vyšetřování, Oswaldovi, jeho úloze v případu a možnému zapojení do spiknutí, nebyl dostatečně prověřen.“
- Dle HSCA též Warrenova komise dostatečně neprošetřila, zda Oswald jednal sám nebo v rámci nějaké skupiny nebo zda nebylo Oswaldovo jednání vyústěním aktivit CIA.

HSCA též konstatovala, že Lee Harvey Oswald skutečně vypálil tři střely na prezidenta Kennedyho. Podle komise zasáhly prezidenta střely č. 2 a 3. HSCA uvedla domněnku, že v pozadí atentátu stálo spiknutí. Podle HSCA padly během atentátu celkem čtyři výstřely, Oswald měl vystřelit první, druhou a čtvrtou (smrtelná) a neznámá osoba, nacházející se v oblasti travnatého pahorku, měla vystřelit třetí střelu, která ovšem Kennedyho minula. Komise HSCA, v jejímž čele stál G. Robert Blakey, své závěry postavila především na průzkumu magnetofonových pásek, na nichž byla nahrán radiový provoz dallaské policie z inkriminovaného dne 22. listopadu 1963.

#### Magnetofonový záznam

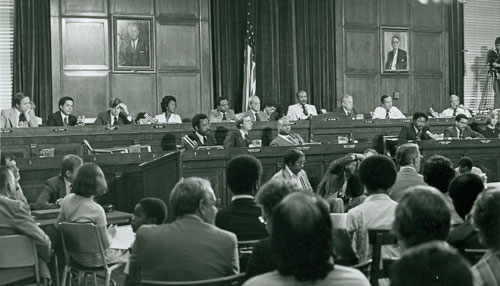
Fotografie ze zasedání sněmovní komise HSCA

Představitel komise HSCA Robert Blakey uvedl, že jeho závěrečná zpráva vycházela jednak ze svědeckých výpovědí a rovněž také z radiových záznamů dallaské policie:
„Teorie o střelci ukrytém na travnatém pahorku (ang. grassy knoll) je podpořena záznamem zvuku z vysílačky policejního motocyklu, který se v inkriminovanou dobu nacházel na Dealey Plaza. Je však podepřena i četnými výpověďmi svědků, kteří se poblíž místa činu nacházeli. Víme přinejmenším o dvaceti lidech, kteří střelbu slyšeli přicházet právě od travnatého pahorku.“
Jediným věrohodným záznamem, kterým HSCA podpořila svou teorii o druhém střelci, byl záznam radiového vysílání policejního motocyklu, který se měl v době atentátu nacházel na Dealey Plaza. Zvukový záznam byl veřejnosti představen experty pro akustické jevy Markem R. Weissem a Ernestem Aschkenasym z Queens College, City University of New York, známých mimo jiné i svou teorií z roku 1974, ve které vyjádřili názor, že 18,5 minut trvající hluché místo na důkazních páskách z Aféry Watergate bylo vytvořeno cíleným vymazáním. Poté, co HSCA dokončila svou zprávu, vyslovil jeden z amatérských výzkumníků názor, že zvuk přisuzovaný čtvrté střele mohl být vytvořen zkřížením signálů z více zdrojů.
O několik let později, v roce 1981, zpochybnil odborný panel Národní akademie věd Spojených států (NAS) věrohodnost záznamu předpokládané čtvrté střely neboť vyslovil názor, že se prostě jedná o nějaký náhodný zvuk, možná způsobený statickou elektřinou a že byl navíc zaznamenán překřížením s druhým policejním kanálem až minutu po střelbě.
Závěry tohoto panelu však byly roku 2001 odmítnuty D. B. Thomasem, vládním expertem a soukromým výzkumníkem okolností atentátu, v odborném časopise Science & Justice (česky: Věda a spravedlnost), v němž byl zveřejněn jeho článek „Echo correlation analysis and the acoustic evidence in the Kennedy assassination revisited“ (česky: Analýza zvukových ozvěn a akustických důkazů v případu atentátu na Kennedyho zrevidována). Thomas shledal, že závěr HSCA týkající se druhého střelce byl správný a zpráva NAS byla zcela chybná. Thomas předpokládá, že zmíněné minutové „zpoždění“ bylo způsobeno přeskočením záznamové hlavy na kanál jedna, což vedlo k následné mylné interpretaci. V odpovědi na Thomasovy závěry, byla jiným výzkumníkem, Michaelem O'Dellem, vyslovena domněnka, že mnohé zprávy vycházely z chybné časové linie událostí a nelze tedy pomocí nich zcela prokázat existenci výstřelů na zmíněných páskách.
V roce 2003 odvysílala americká televizní stanice ABC News svůj dokumentární pořad s názvem Peter Jennings Reporting: The Kennedy Assassination — Beyond Conspiracy (česky: Reportáž Petera Jenningse: Atentát na Kennedyho – pozadí spiknutí), ve kterém představila výsledky vlastního vyšetřování. Na základě počítačových diagramů a rekonstrukcí Petera K. Myerse došla ABC News k závěru, že zvuk na pásce považovaný za výstřel skrytého střelce byl chybně interpretován a nemohl pocházet z prostoru Dealey Plaza. Policista H. B. McLain, z jehož vysílačky pochází zmíněná pasáž navíc sám potvrdil, že se v době atentátu na Dealey Plaza nenacházel.
Zde je ovšem nezbytné podotknout, že i samotné vyšetřování reportéra Petera Jenningse bylo ještě téhož roku v mnoha bodech kritizováno prostřednictvím filmového dokumentu JFKII – The Bush Connection od producenta Johna Hankeyho. Hankey vyslovil mimo jiné názor, že je Peter Jennings zaujatý a že záměrně opomíjí některá podstatná fakta, jako například filmový záznam tiskového prohlášení Malcolma Kilduffa, v němž Kilduff zcela jasně ukázal prstem na své čelo a řekl, že smrtelná rána Kennedyho zasáhla zepředu.

### Vyšetřování Jima Garrisona

#### Soudní proces sClayem Shawem
- Vrátit se zpět do kapitoly Garrisonova alternativní verze o více střelcích

Do hledáčku již dříve zmíněného neworleanského státního návladního Jima Garrisona se dostal mimo jiné i dům, nacházející se na adrese 544 Camp Street v New Orleansu, který během roku 1963 sloužil ke schůzkám kubánských, proticastrovsky zaměřených emigrantů a agentů zpravodajských služeb; na této adrese byl často vídán i Lee H. Oswald. Oswald se zde měl toho času stýkat s bývalým nejvyšším velitelem civilní protivzdušné hlídky Davidem W. Ferriem. Ferrie se účastnil plánování invaze do Zátoky sviní a byl úzce spjat s proticastrovským hnutím. V roce 1961 byl například často vídán ve společnosti Sergia Archaca-Smithe, který byl členem vedení extremistické organizace kubánských emigrantů jménem Kubánská demokratická revoluční fronta.
Vzájemné kontakty Oswalda a Ferrieho vedly Garrisona k zahájení vyšetřování vlivného neworleanského obchodníka Claye L. Shawa, který byl často vídán ve společnosti Davida Ferrieho a kterého podezříval jako jednoho z možných spiklenců ve věci atentátu na Kennedyho. Zapojení samotného Ferrieho do spiknutí se ovšem přímo prokázat nepodařilo a to i přes to, že ho Garrison začal vyšetřovat již 25. listopadu 1963, tedy pouhé tři dny po atentátu na Kennedyho. Když Ferrieho při tomto požádal o vysvětlení proč jel v den atentátu do Houstounu během silné bouře, odpověděl mu, že si zde chtěl jen zabruslit na místním umělém ledě. Garrison jej sice po celou dobu vyšetřování podezíral ze zapojení do spiknutí proti Kennedymu, byl si však vědom, že dosavadní zjištění a důkazy neprokazují jakoukoliv Ferrieho vinu. Další výslechy nebylo možné provést, jelikož 22. února 1967 byl nalezen mrtev ve svém apartmánu. Jeho tělo bylo pokryto prázdnými lahvičkami od léků s obsahem látky Proloid, což je droga, která v případě pozření většího množství způsobuje krvácení do mozku. Ačkoli vše na první pohled vypadalo jako sebevražda, uvedla posléze pitevní zpráva nález pohmožděniny na Ferrieho spodním rtu, která naznačovala, že byl ke spolknutí léků donucen násilím. Garrison se rovněž během šetření Davida Ferrieho střetával se jménem „Clay Bertrand“, což měl být jistý Ferrieho obchodní partner.
Totožnost tohoto muže byla dlouho neznámá až do doby, kdy se Garrison dověděl, že se jedná právě o pseudonym výše zmíněného neworleanského obchodníka Claye L. Shawa. Clay Shaw působil během třicátých let 20. století jako jeden z čelních pracovníků Western Union Telegraph Company. V roce 1941 vstoupil do armády, přičemž působil jako styčný důstojník ve zpravodajské službě OSS (Office of Strategic Services) a to přímo ve štábu tehdejšího britského ministerského předsedy Winstona Churchilla. Po válce se stal vlivným obchodníkem na poli realit a podle tvrzení Garrisona dále působil jako člen představenstva italské finanční společnosti Centro Mondiale Commerciale, která údajně sloužila CIA jako úložiště peněz určených k financování politicko-špionážních aktivit. Je třeba zmínit, že tato společnost později fúzovala se společností Schlumberger Tools Company z Louisiany, která dodávala proticastrovským exilovým skupinám zbraně a výstroj. Pod pseudonymem „Clay Bertrand“ najmul Shaw neworleanského advokáta Deana Andrewse, který měl obhajovat L. H. Oswalda u případného soudního procesu. Garrison si sice nebyl zcela jistý Shawovým zapojením do atentátu, věděl ovšem, že zcela evidentně lhal svým tvrzením, že Oswalda ani Ferrieho nezná a v životě je neviděl. Existovalo totiž mnoho svědků, kteří jej opakovaně viděli ve společnosti obou zmíněných mužů. Z tohoto důvodu Garrison předvolal do své kanceláře Claye Shawa k výslechu a to přímo na den Božího hodu velikonočního roku 1967. Během něj „mezi čtyřma očima“ obvinil Shawa ze zapojení do spiknutí na prezidenta Kennedyho a dále jej obvinil ze zneužívání svých mezinárodních konexí za účelem zásobování proticastrovských exilových komunit zbraněmi. K samotnému soudnímu líčení nicméně došlo až 29. ledna 1969, kdy byl Shaw předvolán před Neworleanský trestní soud a zde mu bylo sděleno obvinění z výše uvedených zločinů. Ačkoliv porota u soudu shledala Claye Shawa vinným ve věci křivé výpovědi a naznala, že Garrison dostatečně prokázal možnou existenci spiknutí na Kennedyho, důkazy zapojení samotného Shawa do spiknutí pro ni ovšem dostatečné nebyly a zprostila jej tedy obvinění.

#### Další souvislosti
Garrison dále hovořil o svém přesvědčení, že se měl Oswald v New Orleansu setkat několik málo dnů před atentátem se svým budoucím vrahem, Jackem Rubym a že si tito muži tudíž nemohli být zcela cizí. Podle Garrisona měl být na této schůzce naplánován Oswaldův útěk na Kubu, k němuž mělo dojít po úspěšném provedení atentátu. Rubyho právní zástupce Phil Burleson však nad touto teorií vyslovil silné pochybnosti. Osudného dne 22. listopadu se pak měli v jednom z neworleanských barů sejít nad sklenkou alkoholu dva muži zapojení do atentátu – Guy Banister, bývalý příslušník FBI a toho času vedoucí soukromé detektivní firmy a dále Jack Martin, zaměstnaný jako jeden z jeho vyšetřovatelů. Toho večera se oba silně podnapilí muži vydali z baru do Banisterovy kanceláře a zde mělo mezi oběma muži dojít ke slovní a fyzické potyčce, když Banister v opilosti obvinil Martina z odcizení některých důležitých dokumentů. Martin měl naopak Banisterovi připomenout, že byl svědkem návštěv prapodivných osob v jeho kanceláři během léta 1963; Banister měl poté v afektu Martina praštit rukojetí svého revolveru Magnum do hlavy, načež podle policejního protokolu Martin vykřiknul směrem k Banisterovi větu: „Chceš mě zabít tak, jako jsi zabil Kennedyho?“ Hypotézu o vzájemném propojení Oswalda s Rubym podporuje i svědectví Beverly Oliverové, toho času zaměstnankyně nočního klubu „Colony“. Ta vypověděla, že se ve zmíněném klubu dva týdny před atentátem setkala s Jackem Rubym, který jí zde představil Lee Oswalda slovy: „Toto je Leon Oswald ze CIA.“
Jim Garrison se dále pozastavoval nad způsobem, jakým Warrenova komise opomíjela výpovědi některých svědků. Podle něj nebyly dostatečně vzaty na vědomí nebo byly zcela ignorovány výpovědi následujících svědků: Julie Ann Mercerové, Lee Bowerse, J. C. Price, S. M. Hollanda, O. V. Campbella, Jamese Taquea, Billyho Loveladyho, Abrahama Zaprudera, L. C. Smithe z úřadu dallaského šerifa a Williama Newmana, technika z Dallasu, který o atentátu vypověděl:
„Zrovna jsme stáli na obrubníku a dívali se na první přijíždějící auto a náhle se něco ozvalo, asi to byl výstřel. Prezident, sedící na sedadle najednou jako kdyby povyskočil, v tu chvíli jsem si myslel, že to byla nějaká oslavná petarda. Najednou byla jeho limuzína před námi a já se díval přímo na něho, když mu najednou odstřelili celou půlku hlavy i s uchem… pak jsme všichni padli na zem, protože jsme se domnívali, že jsme přímo v dráze střelby...myslím, že ta střela byla vypálena ze zahrady za mnou, nevzpomínám si, že by mne nějak zaujal sklad učebnic, v úleku jsem se neustále díval za sebe na travnatý pahorek.“

### Assassination Records Review Board
Assassination Records Review Board (přibližně česky: Úřad pro kontrolu záznamů týkajících se atentátu) neměl za úkol přezkoumávat fakta nebo vytvářet jakékoliv závěry. Měl pouze za úkol zajistit postupné zveřejnění všech dokumentů o atentátu tak, aby si veřejnost na jejich základě mohla o této události vytvořit závěry vlastní. ARRB mezi lety 1992 až 1998 shromáždil přibližně 60 000 různých dokumentů o souhrnném rozsahu cca 4 milionů stran A4. Zbylé dokumenty, chráněné lhůtou, by měly být zveřejněny během roku 2017.

#### Uvolnění dokumentů vroce 2017
Dne 24. července 2017 začal Národní archiv zveřejňovat zbývající dosud nezveřejněné dokumenty. První uvolnění zahrnovalo 441 záznamů FBI a CIA, které byly dříve v plném rozsahu zadržovány. Tyto záznamy nebyly nikdy předtím zpřístupněny veřejnosti. Uvolněno bylo také dalších 3 369 záznamů, které byly dříve zadržovány částečně, což znamená, že byly dříve zveřejněny, ale části záznamů byly z bezpečnostních důvodů nebo z důvodu ochrany soukromí zadržovány. Záznamy z prvního zveřejnění obsahovaly 17 zvukových souborů s rozhovory s Jurijem Nosenkem, důstojníkem KGB, který tvrdil, že byl důstojníkem odpovědným za spis KGB o Lee Harvey Oswaldovi během Oswaldova pobytu v Sovětském svazu. Nosenko přeběhl do USA v lednu 1964 a po dobu několika let byl podrobně vyslýchán.
Dne 21. října 2017 americký prezident Donald Trump na svém twitterovém účtu uvedl, že umožní zveřejnění zbývajících dokumentů. Na Twitteru uvedl: "V závislosti na obdržení dalších informací povolím jako prezident otevření dlouho blokovaných a utajovaných spisů JFK FILES". Jeho prohlášení ponechalo otevřenou možnost, že některé dokumenty mohou být podle zákona o záznamech JFK stále zadržovány, pokud by jejich zveřejnění poškodilo vojenské operace, vymáhání práva nebo zahraniční vztahy. Dne 26. října Trump podepsal memorandum nařizující zveřejnění všech záznamů shromážděných podle oddílu 5 zákona o záznamech JFK. Agenturám, které se chtějí odvolat proti zveřejnění všech informací v těchto záznamech, stanovil lhůtu do 26. dubna 2018. Téhož dne NARA uvolnila dalších 2 891 záznamů. Většina záznamů v tomto druhém uvolnění byla již dříve částečně zadržena.
Dne 3. listopadu NARA zveřejnila dalších 676 dokumentů. Většina z nich byla dříve zadržena v plném rozsahu. Podle Nadace Mary Ferrellové, která vlastní rozsáhlou databázi záznamů o atentátu, pocházela většina záznamů v tomto třetím uvolnění od CIA. Tyto spisy stále obsahují řadu redakčních úprav, které podle příkazu prezidenta Trumpa nadále podléhají dalšímu přezkumu. Dne 9. listopadu NARA zveřejnila dalších 13 213 záznamů. Většina z nich byla již dříve částečně utajena. Podle Nadace Mary Ferrellové byly záznamy v tomto čtvrtém uvolnění ze CIA a Národní bezpečnostní agentury (zkr. NSA). Některé z těchto záznamů byly částečně redigovány. Tyto redigované záznamy jsou nadále předmětem dalšího přezkumu podle příkazu prezidenta Trumpa. Dne 17. listopadu NARA zveřejnila dalších 10 744 záznamů, včetně 144 dříve zcela utajených a 10 600 dříve částečně utajených. Všechny záznamy v tomto pátém uvolnění pocházely z FBI. Některé z těchto záznamů byly částečně redigovány. Tyto redigované záznamy jsou nadále předmětem dalšího přezkumu podle příkazu prezidenta Trumpa. Dne 15. prosince NARA uvolnila dalších 3 539 dříve utajovaných dokumentů, takže celkem 86 dokumentů je stále utajováno v plném rozsahu.

#### Uvolnění dokumentů vroce 2018
Dne 26. dubna 2018 NARA v souladu s příkazem prezidenta Trumpa uvolnila dalších 19 045 dokumentů. Tato uvolnění zahrnují dokumenty FBI, CIA a dalších agentur (jak dříve částečně utajované, tak dříve plně utajované), které byly Radou pro kontrolu záznamů o atentátech (Assassination Records Review Board) označeny jako záznamy o atentátu. Zatímco žádné další dokumenty, které mají být zveřejněny podle § 5, již nejsou utajovány v plném rozsahu, některé stále zůstávají utajovány částečně a budou odtajněny až v roce 2021.

#### Závěry vyplývající zuvolněných dokumentů
Z obrovského množství ručně psaných poznámek, přepisů rozhovorů a zpravodajských reportů - z nichž mnohé jsou zčásti nebo zcela nečitelné - vyplynulo několik podstatných informací:
- KGB věřila, že za vraždou JFK stojí dobře organizované spiknutí - pravděpodobně za účasti Lyndona B. Johnsona. V prosinci 1966 předal ředitel FBI J. Edgar Hoover Bílému domu zprávu, která popisovala reakci sovětských představitelů a představitelů komunistické strany na atentát na Kennedyho. V poznámce se uvádělo, že podle zdroje FBI se komunističtí představitelé domnívali, že za atentátem stojí dobře organizované ultrapravicové spiknutí.[269][270]
- Oswald byl odposlechnut v rozhovoru s pracovníkem KGB pouhé dva měsíce před atentátem. 28. září 1963 zachytila CIA Oswaldův telefonát na ruské velvyslanectví v Mexico City. Podle dokumentu je v hovoru slyšet, jak mluví lámanou ruštinou s konzulem Valerijem Vladimirovičem Kostikovem, identifikovaným důstojníkem KGB.[269][270]
- Domnělý kubánský zpravodajský důstojník znal Oswalda a chválil jeho střelecké schopnosti. V přepisu kabelogramu z roku 1967 se uvádí, že muž jménem Angel Ronaldo Luis Salazar byl rok předtím na kubánském velvyslanectví v Mexico City vyslýchán Ramiro Jesusem Abreu Quintanou, identifikovaným důstojníkem kubánské rozvědky, ohledně atentátu na Kennedyho. Během výslechu Salazar tvrdil, že poznamenal, že Oswald musel být dobrý střelec. Abreu podle něj odpověděl: „Ach, byl docela dobrý... Znal jsem ho.“[269][270]
- Den před Oswaldovou vraždou někdo telefonicky pohrozil FBI, že Oswalda zabije. V dokumentu z 24. listopadu 1963 se J. Edgar Hoover nestranně vyjádřil k tomu, že Jack Ruby toho dne Oswalda smrtelně postřelil, a uvedl: „K případu Oswald není nic dalšího, kromě toho, že je mrtvý.“ Hoover také vyprávěl o telefonátu, který obdržela dallaská kancelář FBI od muže, který tvrdil, že je členem jakéhosi výboru vytvořeného za účelem zabití Oswalda. Podle Hoovera FBI naléhala na dallaskou policii, aby Oswalda chránila, ale Rubymu se i přesto povedlo vypálit a Oswalda usmrtit.[269][270]
- Vláda USA zvažovala, zda najme gangstery, aby zabili Fidela Castra, nebo zda zaplatí kubánské atentátníky. Přinejmenším dva z těchto dokumentů popisují některé kroky a politiku Kennedyho administrativy vůči kubánskému diktátorovi Fidelu Castrovi. Podle dokumentu z roku 1975 nazvaného jednoduše "CASTRO" se CIA podílela na spiknutí proti Castrovi již na přelomu let 1959 a 1960, a to i během příprav na Zátoku sviní. V roce 1962 byl předložen návrh nazvaný "Operace Bounty", který měl vytvořit "systém finančních odměn... za zabití nebo dodání živých známých komunistů". V rámci této operace měly být na Kubu letecky distribuovány letáky, včetně jednoho, který oznamoval "odměnu 0,02 centu za dodání Castra". Nízká částka byla omezena na samotného Castra a měla údajně "očernit" kubánského vůdce. Další potenciální plán podle jiné zprávy z roku 1975 zahrnoval získání jedovatých botulotoxinových pilulek pro "osoby z organizovaného zločinu", které by je pak předaly svým kubánským kontaktům v naději, že se dostanou k někomu blízkému Castrovi. Tentýž dokument obsahuje také poznámku FBI, v níž se uvádí, že Robert Kennedy agentuře sdělil, že CIA najala prostředníka, který oslovil mafiánského bosse Sama Giancanu s nabídkou, že mu zaplatí, aby najal někoho, kdo Castra zabije.[269][270]
- Záhadný muž známý jako "El Mexicano" (pravděpodobně kapitán kubánské povstalecké armády) možná doprovázel Oswalda v Mexico City. Dokument CIA obsahující ručně psané poznámky naznačuje, že Oswalda mohl v Mexiku doprovázet muž přezdívaný "El Mexicano", který byl pravděpodobně kapitánem kubánské povstalecké armády, jenž později přeběhl do Spojených států. Podle jiného zdroje byl identifikován jako Francisco Rodriguez Tamayo a v dalším nově zveřejněném dokumentu se uvádí, že byl vedoucím proticastrovského výcvikového tábora v Louisianě.[269][270]
- LBJ říkával, že vražda JFK byla odplatou za to, že USA zabily vietnamského prezidenta. Při výpovědi v dubnu 1975 v sídle CIA v Langley ve Virginii Richard Helms (ředitel CIA za Lyndona Johnsona i Richarda Nixona) vypověděl, že Johnson tvrdil, že JFK byl zabit jako odplata za atentát na Ngô Ðình Diệma, který byl zabit v rámci puče podporovaného USA v roce 1963. „Určitě to říkával v prvních dnech svého prezidentství,“ vypověděl Helms, „a kde na to přišel, to nevím.“[269][270]
- FBI varovala Roberta Kennedyho před knihou popisující jeho poměr s Marilyn Monroe. V červenci 1964 FBI varovala tehdejšího generálního prokurátora Roberta Kennedyho, mladšího bratra JFK, před knihou, která měla být brzy vydána a která obsahovala pikantní detaily o Kennedyho intimním vztahu s Marilyn Monroe. Autor knihy Robert A. Capell tvrdil, že když Monroe vyhrožovala odhalením vztahu, Kennedy mohl mít něco společného s její smrtí. „Je třeba poznamenat,“ uvádí se v dokumentu, „že tvrzení týkající se generálního prokurátora a slečny Monroeové bylo v minulosti rozšířeno a bylo označeno za naprosto nepravdivé“.[270]
- Kdosi dal londýnskému reportérovi tip na „velkou novinku“ ve Spojených státech 25 minut předtím, než byl Kennedy zastřelen. V poznámce z 26. listopadu 1963 zástupce ředitele FBI James Angleton uvedl, že britská bezpečnostní služba (MI5) nahlásila telefonát do Cambridge News z večera 22. listopadu. Volající sdělil vedoucímu reportérovi listu, aby „zavolal na americké velvyslanectví v Londýně kvůli velkým novinkám“, a poté zavěsil. Podle výpočtů MI5 byl Kennedy zastřelen v Dallasu 25 minut po obdržení telefonátu.[269][270]
- Asi týden před atentátem se nějaký muž v jednom neworleanském baru vsadil o 100 dolarů, že prezident Kennedy bude do tří týdnů mrtvý. Ve dnech po Kennedyho zastřelení zaznamenala tajná služba poznámky z rozhovoru s mužem jménem Robert Rawls, který byl v té době pacientem v americké námořní nemocnici v Charlestonu v Jižní Karolíně. Podle toho, co Rawls řekl důstojníkovi námořní zpravodajské jednotky, byl před deseti dny až dvěma týdny v baru v New Orleans v Louisianě, když zaslechl, jak se nějaký muž pokouší vsadit 100 dolarů na Kennedyho brzkou smrt. Rawls, který přiznal, že je sám napůl v balíku, nezachytil jméno toho muže a nepamatoval si ani název baru. Tehdy si myslel, že sázka byly „opilecké řeči“, a vysmál se jí.[269][270]

#### Uvolnění dokumentů v roce 2025
V souladu s příkazem prezidenta Trumpa došlo v roce 2025 k odtajnění všech zbývajících utajovaných dokumentů týkajících se události.

## Další podezření
Vyšetřování Warrenovy komise (1963–1964), Zvláštního výboru pro vyšetření atentátu Sněmovny reprezentantů (1976–1979) a různých vládních agentur došla k závěru, že atentát byl spáchán Lee Harvey Oswaldem, bývalým příslušníkem Námořní pěchoty Spojených států. Po ukončení služby se Oswald, inklinující ke komunismu, rozhodl odejít do Sovětského svazu, kde žil mezi lety 1959–1962. Hlavní podezřelý však nikdy nestanul před soudem, protože byl dva dny po zatčení zastřelen Jackem Leonem Rubinsteinem. Atentát tak zapříčinil vznik mnoha podezření a různých konspiračních teorií.

### CIA a exilové komunity
Za jeden z možných motivů je považováno značné nepřátelství mezi Kennedym a CIA, v jejímž čele stál do 29. listopadu 1961 Allen Dulles, datované od neúspěšného vylodění v Zátoce Sviní. Svůj negativní postoj vůči CIA Kennedy potvrdil výrokem: „Nejraději bych CIA rozbil na tisíc kousků a rozfoukal ji po větru.“ Od neúspěchu v Zátoce Sviní se odvíjí i další možný motiv, a to odpor vůči Kennedymu ze strany proticastrovských kubánských exilových komunit, u kterých upadl v nemilost kvůli svému rozhodnutí nepodnikat žádné další vojenské akce vůči Castrovu režimu. Kennedy navíc nechal ihned poté uzavřít několik jejich výcvikových středisek na Floridě a v New Orleansu a to za pomoci místních ozbrojených složek a FBI. Je nutné zmínit, že byla tato výcviková střediska financována a organizována již zmíněnou CIA. Bez povšimnutí ovšem nezůstala skutečnost, že dne 22. listopadu ve 12.32, tedy pouhé dvě minuty po atentátu, došlo k totálnímu výpadku telefonních linek ve Washingtonu, D.C., které trvalo celou následující hodinu. Dle tvrzení autorů knihy JFK: conspiracy of silence z roku 1992 však telefonní linka ředitele FBI Edgara Hoovera zůstala „záhadně“ funkční.
Prezident Kennedy si CIA velmi znepřátelil i svým záměrem reorganizovat ji a přesunout pod přímou kontrolu Armády Spojených států, jelikož v CIA spatřoval jakýsi „stát ve státě“, který není v podstatě nikým kontrolován a může si „dělat co chce“.

#### Tajné dokumenty oUFO
Další spekulaci o možném motivu atentátu přináší nově odhalený dopis ze dne 12. listopadu 1963, který Kennedy zaslal nástupci Allena Dullese ve funkci ředitele CIA, Johnovi A. McConemu. Pouhých deset dnů před atentátem v něm Kennedy od CIA žádá, aby mu poskytla veškeré dokumenty týkající se pozorování neidentifikovaných létajících objektů, neboli UFO. Kennedy se totiž obával, že by sovětské úřady mohly různá tajemná světla a objekty nad svým územím mylně považovat za americké špionážní letouny. Kennedy chtěl tyto informace poskytnout sovětům a dále s nimi na této problematice spolupracovat. Jak ovšem vyplývá z interního oběžníku CIA, vydaného krátce po obdržení zmíněného požadavku, byly Kennedyho šance na získání těchto tajných dokumentů zcela mizivé. V oběžníku totiž McCone vyslovil znepokojení nad tím, že se „Lancer (krycí název prezidenta Kennedyho) zajímá o naše aktivity, což nelze dopustit“ a dále v něm žádá o zaslání návrhů, jak tuto pro CIA nepříjemnou situaci vyřešit. Tuto již částečně ohořelou část oběžníku (angl.: Burned Memo) obdržel poštou v roce 1999 americký ufolog Timothy Cooper, jejímž odesílatelem byl anonymní agent, který pro CIA pracoval mezi lety 1960–1974. Tento agent v dopise navíc uvedl, že se mu listinu podařilo zachránit během pokusu CIA o spálení „některých citlivých dokumentů“. Dopis byl posléze zveřejněn americkým spisovatelem Williamem Lesterem, autorem knihy Celebration of Freedom: JFK and New Frontier (Oslava svobody: JFK a nové hranice). Na základě výše uvedeného tedy vyvstaly teorie, že důvodem pro odstranění prezidenta Kennedyho mohla být jeho snaha dostat se k velmi citlivým informacím, které chtěl navíc sdílet se Sovětským svazem.

### Sovětská KGB
Další možné vysvětlení motivu atentátu poskytl bývalý člen sovětské rozvědky Ion Mihai Pacepa, v současnosti žijící ve Spojených státech, který podal svědectví o svém rozhovoru s Nicolaem Ceauşescu. Ceauşescu se měl zmínit o seznamu pro Kreml nepohodlných světových politiků, k nimž patřili např. Imre Nagy, Rudolf Slánský, Jan Masaryk nebo také John Fitzgerald Kennedy. Podle výpovědi Pacepy měly být tyto osoby odstraněny prostřednictvím KGB. Pacepa v roce 2021 spolu s Robertem J. Woolseyem, někdejším ředitelem americké CIA, vyslovili prostřednictvím jejich společné knihy Operation Dragon (česky Operace Drak) názor, že likvidaci Kennedyho provedl Lee H. Oswald na přímý rozkaz Nikity Chruščova. Woolsey a Pacepa, který zemřel 14. února 2021 na onemocnění covid-19, opírají své tvrzení o novou interpretaci již zveřejněných materiálů. Konkrétně se opírají o zprávu Warrenovy komise a tvrdí, „že velká část zprávy Warrenovy komise byla "zakódována", takže nikdo až dosud nepochopil její význam.“ (...) „Rozluštění těchto kódů dle jejich tvrzení dokazuje, že vrah Johna F. Kennedyho, Lee Harvey Oswald, měl v Mexico City tajnou schůzku se sovětským důstojníkem, soudruhem Kostinem, který (...) patří do třináctého oddělení KGB pro atentáty v zahraničí“.
Autoři se dále domnívají, že Oswald pracoval pro Sověty několik let, přičemž jim mimo jiné poskytnul informace, které jim umožnily sestřelit amerického pilota Garyho Powerse v roce 1960. Píší také, že úkol, kterým byl pověřen v roce 1962, Oswaldovi možná dokonce předal sám Chruščov. „Ačkoli si Oswald přál zůstat v Sovětském svazu, nakonec se nechal přesvědčit, aby se vrátil do USA a zavraždil prezidenta Kennedyho, kterým Chruščov začal pohrdat“.

### Ropní magnáti a zbrojařské firmy
Podezření se nevyhnuli ani američtí ropní magnáti, kteří se měli systematicky dopouštět krácení státu na daních a Kennedy připravoval mimo jiné návrh zákona na potlačení takového chování. K dalším subjektům, kterým byl Kennedy do značné míry nepohodlný, patřily americké zbrojařské firmy. Těm se nelíbil Kennedyho plán na postupné stažení osmnácti tisíc amerických vojenských „poradců“ z Jižního Vietnamu. Zmíněné Kennedyho nařízení je známé pod názvem National Security Action Memorandum 263 a lze v něm najít mimo jiné výslovný příkaz, že již do konce roku 1963 musí být stažena první tisícovka armádních specialistů. Tímto by zbrojařské firmy přišly o obrovské zisky z dodávek zbraní a dalšího vojenského materiálu. V návazném dokumentu National Security Action Memorandum 273 ze dne 26. listopadu 1963, který byl vydán tři dny po Kennedyho smrti jeho nástupcem Lyndonem Johnsonem, byl ovšem Kennedyho plán zcela přehodnocen a de facto i zrušen.

### Oswaldova cesta do Mexico City
Dne 27. května 1982 přišel deník Dallas Morning News s informací, podle níž měl roku 1964 Fidel Castro blíže nespecifikovanému agentovi FBI sdělit, že se na politické představitele Kuby obrátil Lee H. Oswald s nabídkou zavraždit prezidenta Kennedyho; ke kontaktu mělo dle Castra dojít přibližně dva měsíce před atentátem. Americká televizní stanice ABC News informaci zanedlouho doplnila s tím, že měl někdejší ředitel FBI J. Edgar Hoover vyslat člena Komunistické strany Spojených států amerických (CPUSA) Morrise Childse, aby od Castra získal bližší informace týkající se Oswaldovy nabídky. Agent dallaské pobočky FBI James Hosty, který byl v době před atentátem s Childsem v kontaktu, potvrdil, že Childs pod krycím jménem „Solo“ získal informace o Oswaldově napojení na kubánskou ambasádu v Mexico City. Hosty k tomuto uvedl: „Víme, že takzvaný Solo podnikl krátce po atentátu cestu na Kubu a hovořil zde s Castrem. Castro měl Solovi sdělit, že přibližně dva měsíce před atentátem Oswald navštívil kubánskou ambasádu v Mexico City a zde se nabídl, že pro Kubu zabije Kennedyho.“

### Mafie
Své důvody k odstranění obou bratrů Kennedyových měla i již zmíněná mafie, jejíž odpor vůči nim se datoval od 50. let 20. století. John se v této době stal členem senátního výboru vedeného senátorem MacClellanem, přičemž v něm Robert Kennedy působil jako právní poradce. Cílem zmíněného výboru bylo vyšetřování nezákonných praktik v amerických odborových svazech. Robert Kennedy se stal mj. vůdčí osobností vyšetřování odborové organizace řidičů a závozníků Teamsters Union. Zaměřil se především na jejího bosse Jimmyho Hoffa, který byl nejprve zproštěn viny, po velkém tlaku Roberta Kennedyho na orgány činné v trestním řízení byl na jistou dobu uvězněn a to spolu s dalšími zkorumpovanými odborovými předáky. Na bratry Kennedyovy měli též spadeno mafiánští bossové Carlos Marcello, Santos Trafficante nebo také Johnny Roselli. Marcello, který se postupem času stal mafiánským kmotrem celého amerického jihu, byl na popud Roberta Kennedyho několikrát vyhoštěn z území Spojených států. Carlos Marcello na adresu Kennedyových pronesl například: „Robert je ocasem psa (Johna) a jediným způsobem, jak zamezit jeho vrtění, je useknout psovi hlavu“. Santos Trafficante, boss floridské mafie, na adresu Johna Kennedyho pronesl, že „… se nedožije příštích voleb, protože to schytá ještě před jejich konáním.“ Tuto větu měl říci Joseovi Alemanovi, jednomu z předních činitelů kubánské exilové komunity v Miami.

### Smrt policisty Tippita
Další nejasnosti do případu vneslo i svědectví, podle kterého byl policista Tippit viděn dva dny před atentátem, tj. 20. listopadu, ve společnosti Lee Oswalda v jedné z dallaských restaurací. O policistovi Tippitovi je navíc známo, že udržoval styky s mafií, zejména pak s lidmi z okruhu Jacka Rubyho, který se znal i s Oswaldem.

### Prezidentské nařízení č. 11 110
4. června 1963 vydal Kennedy Prezidentské nařízení č. 11 110, které ministru financí (angl.: Secretary of the Treasury) nově umožňovalo emisi certifikátů stříbra vztahujících se přímo na stříbro držené americkou vládou, což bylo v té době zcela proti monetární politice ražené Federálním rezervním systémem, který od roku 1934 prosazoval výrazné omezení fyzického zlata a stříbra v držení běžných Američanů. Nový prezident Lyndon B. Johnson navíc o pár měsíců později zrušil stříbrné certifikáty jako takové (ty byly vydávány již od roku 1878). V komunitě lidí, zajímajících se o atentát na JFK, se spekuluje o souvislosti mezi Kennedyho odporem vůči Fedu v této záležitosti a jeho následnou smrtí. V roce 1989 na toto téma napsal Jim Marrs knihu Crossfire: The Plot that Killed Kennedy (Křížová palba: Komplot, který zabil Kennedyho). Na druhé straně v roce 2000 vznikla esej Debunking the Federal Reserve Conspiracy Theories (Odhalení konspiračních teorií o Federálním rezervním systému) profesora ekonomiky Edwarda Flahertyho, který naopak toto spojení považuje za chybné.

### Záhadné postavy na Dealey Plaza

#### Muž sepilepsií
Existuje rovněž podezření, týkající se Jerryho T. Belknapa, zaměstnance novin Dallas Morning News, kterého krátce před příjezdem prezidentské kolony (přibližně ve 12.15) postihl epileptický záchvat nedaleko rohu ulic Houston a Elm street. Podle některých spekulací měl Belknap záchvat předstírat za účelem odvedení pozornosti policie, aby tak pachatelé atentátu mohli v klidu zaujmout střelecké pozice. Belknap byl po záchvatu odvezen do stejné nemocnice jako později John Kennedy – tedy do Parkland Memorial Hospital, přičemž však neexistuje žádný lékařský záznam o jeho ošetření. Jerry Belknap tuto skutečnost později vysvětlil tím, že právě ve chvíli, kdy čekal na lékařskou prohlídku, dorazil vůz s těžce raněným Kennedym a v nastalém zmatku odešel šokovaný pryč.

#### Muž sdeštníkem

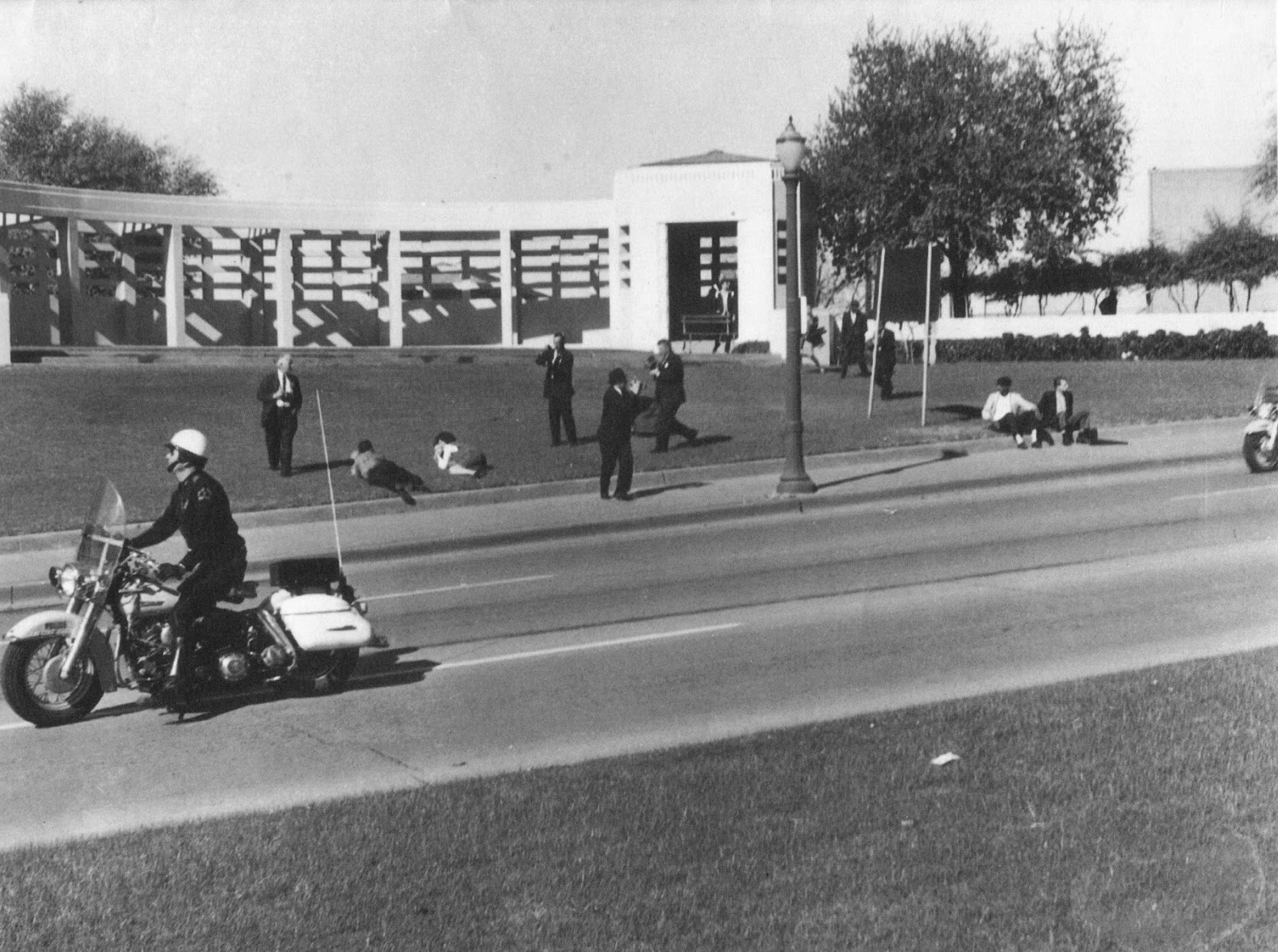
Snímek Dealey Plaza těsně po atentátu; tzv. muž s deštníkem sedí vedle dopravní značky zcela vpravo

Role tzv. „muže s deštníkem“ (ang.: Umbrella Man), který je zřetelně vidět mj. na Zapruderově filmu, zůstává tajemstvím po více než čtyřicet let. Jakožto jeden ze stovek svědků stál v osudnou chvíli v ulici Elm street na náměstí Dealey Plaza, pár kroků od místa, kde byl prezident zasažen poslední smrtící střelou.
Ačkoliv toho dne panovalo slunečné a teplé počasí, držel tento muž v ruce velký černý deštník, přičemž jej během samotného průjezdu prezidentské limuzíny opakovaně otevíral a zavíral. Robert Groden, soukromý vyšetřovatel atentátu, vyslovil ve své knize The Killing of a President dvě hlavní otázky: „Měl snad být tento deštník nějakou formou vizuálního signálu, kterým by případnému střelci či střelcům dával pokyn k zahájení palby?“ „Nebo byl tento deštník nějakou důmyslnou tajnou zbraní?“ Je však jisté, že toho času nebylo v Dallasu obvyklé, aby se muži před ostrým sluncem chránili slunečníkem. Tento muž krátce po střelbě složil svůj deštník a sedl si na obrubník ke dvěma dalším osobám. Chvíli nato se všichni rozdělili a každý odešel sám pryč. Muž s deštníkem byl po patnáctiletém pátrání identifikován komisí HSCA jako Louis Steven Witt. Během výslechu vypověděl, že „rodinu Kennedyových nesnášel a otevřeným deštníkem chtěl vyjádřit své pohrdání touto rodinou.“ Deštníkem prý chtěl Kennedymu připomenout jeho otce Josepha Kennedyho, který, k Wittově nelibosti, podporoval politiku appeasementu vůči nacistickému Německu ze strany někdejšího britského ministerského předsedy Nevilla Chamberlaina. Právě černý deštník byl totiž jakýmsi nepsaným Chamberlainovým symbolem (podobně jako byl např. doutník symbolem Winstona Churchilla).

#### Tři trampové
Zatímco policie následně po atentátu prohledávala náměstí Dealey Plaza a bezprostřední okolí, všiml si již dříve zmiňovaný pracovník železnice Lee Bowers vlaku, který se začal rozjíždět směrem k železničnímu viaduktu.
Bowers si však byl jistý, že tomuto vlaku neudělil povolení k odjezdu a neprodleně jej tedy zastavil a přivolal policii. V jednom z vagónů byli objeveni tři muži, tzv. „tři trampové“, kteří byli okamžitě zatčeni. Oficiální záznamy dallaské policie, snímky a otisky prstů, se však ztratily a jediným důkazem o jejich zatčení zůstala série několika fotografií, pořízených na Dealey Plaza. Bez povšimnutí nezůstal ani fakt, že ačkoliv bylo těmto mužům přezdíváno „tři trampové“ nebo také „tři bezdomovci“, byli všichni dle svědeckých výpovědí pečlivě oholeni a jejich oblečení a boty byly ve více než dobrém stavu.
V polovině 70. let bylo provedeno několik pokusů o jejich identifikaci. Podle oficiálních záznamů týkajících se vazby, se mělo jednat o muže jménem Gus Abrams, Harold Doyle a John Gedney. Podle výzkumníka Roberta Grodena se však v případě nejvyššího z nich (na fotografii prostřední z trampů) mohlo jednat o odsouzeného vraha Charlese Harrelsona či bývalého agenta CIA Franka Sturgise. Další z trampů, muž drobnější postavy (viz na fotografii zcela vpravo), mohl být Howard Hunt, který byl během aféry Watergate vyšetřován kvůli zcizení důležitých dokumentů ze sídla Demokratické strany USA. Muž robustní postavy (první napravo od policisty) se navíc, dle pozdějšího tvrzení deníku Dallas Times Herald, výrazně podobá popisu muže, který v roce 1968 spáchal atentát na Martina Luthera Kinga.

#### Postava vbudově Dal-Tex
Na vnějším požárním schodišti budovy Dal-Tex, která se nachází hned naproti Texaskému knižnímu velkoskladu, seděl v době atentátu neznámý muž, který je zřetelně vidět na snímku fotografa Ika Altgense. Několik sekund poté, co byl Kennedy zasažen do zad a do krku, ztratil tento muž, evidentně úlekem, rovnováhu a spadl o několik schodů níže, načež se snažil znovu vstát. Bližší průzkum Altgensovy fotografie posléze odhalil postavu dalšího muže, který se v době střelby vykláněl z okna ve druhém patře budovy Dal-Tex, nacházejícího se přímo pod zmíněným schodištěm. Muž měl levou ruku položenou na okenním parapetu, pravá ruka byla schována v šeru za oknem. Výzkumník Groden vyjadřuje přesvědčení, že toto okno skýtalo perfektní palebnou pozici pro minimálně dva výstřely a dle Garrisonova schématu střelby měla být odsud vypálena druhá kulka v celkovém pořadí, která Kennedyho minula a zasáhla chodník a poté čtvrtá, která Kennedyho zasáhla do zad.

#### Nechtěný výstřel člena ochranky
V roce 1977 přišel expert na balistiku Howard Donahue s tvrzením, založeným na jeho rozboru úhlu poslední střely (a poranění Kennedyho lebky), výpovědích některých svědků (kteří údajně cítili střelný prach) i situacích a chování tajné služby po posledním výstřelu, podle něhož skutečným, byť nechtěným, vrahem prezidenta Kennedyho byl člen jeho ochranky, jedoucí v autě za prezidentskou limuzínou. Měl jím konkrétně být tajný agent George Hickey, který údajně po první Oswaldově střele uchopil pušku AR-15, která byla v jeho voze schovaná a chtěl prezidenta chránit opětováním palby. Donahue se domníval, že při tom mohl Hickey nechtěně vystřelit tříštivou střelou a způsobit osudný zásah do hlavy prezidenta. Tato teorie se nesetkala s velkým zájmem veřejnosti, protože poněkud zapadla mezi dalšími konspiračními teoriemi. V roce 2013 však její popularitu oživil dokument JFK: The Smoking Gun, vycházející z novinových článků a Donahueovy knihy Mortal Error, která vyšla v roce 1992. Většina badatelů a historiků však tuto verzi událostí nebere příliš vážně.

## Reakce na atentát

### Prvotní zprávy oatentátu

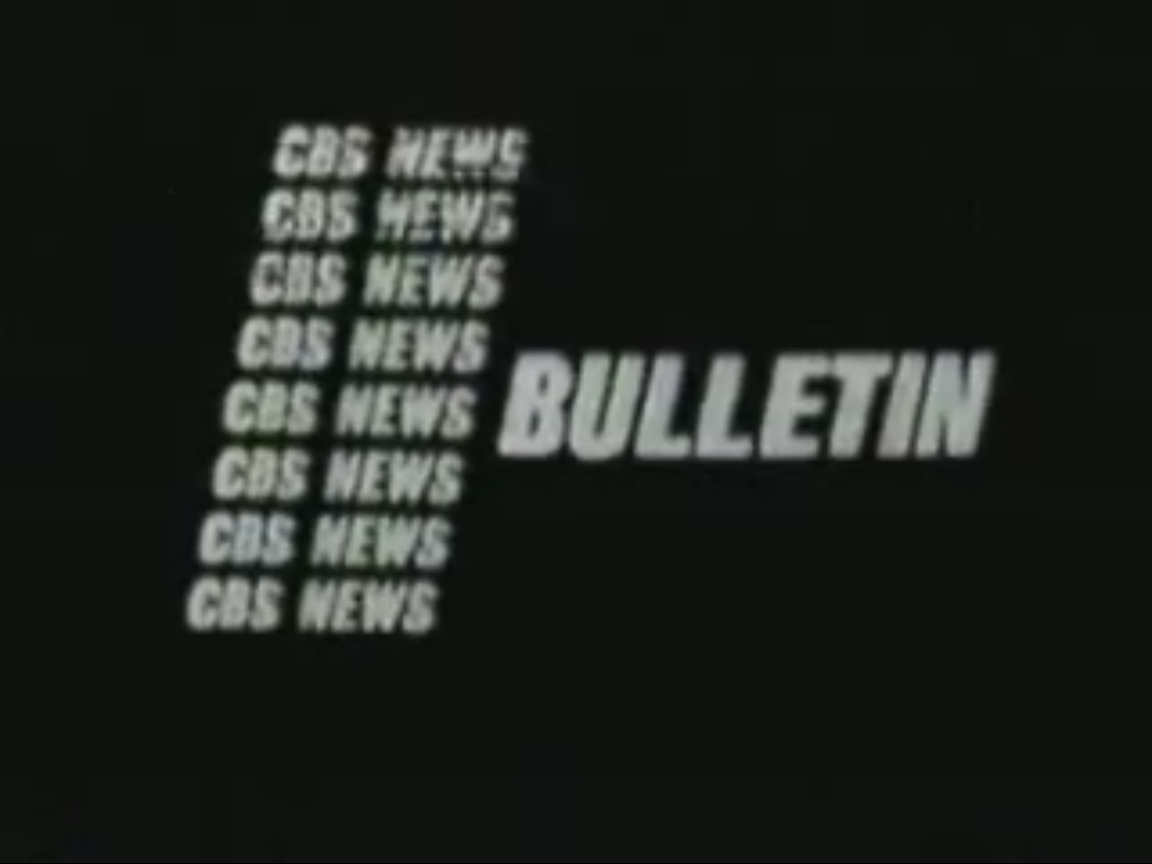
Tímto logem přerušila televizní stanice CBS News vysílání a informovala diváky o atentátu na prezidenta Kennedyho

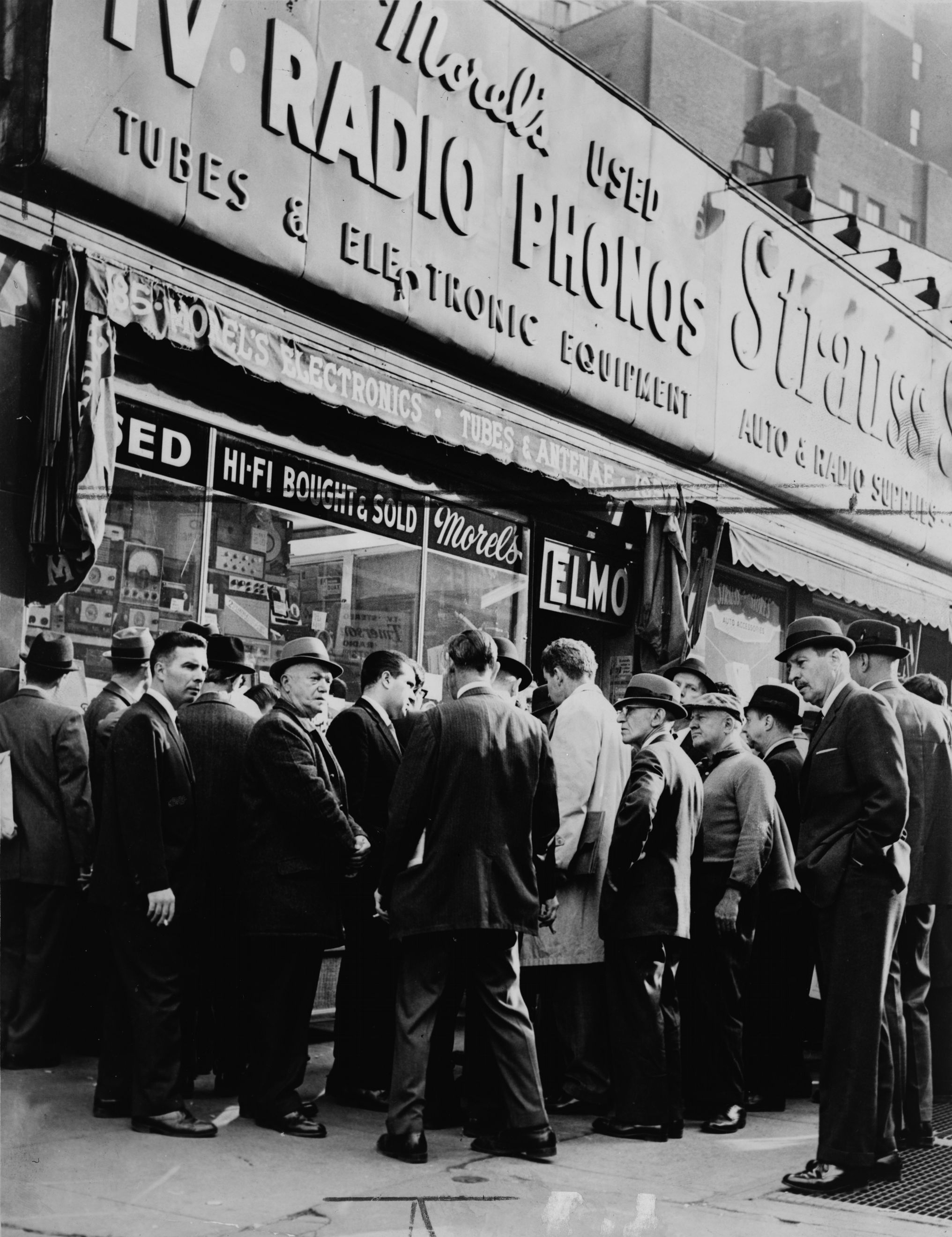
Dav lidí na newyorském Times Square poslouchá šokující zprávu z rádia o smrti JFK

První zprávy o atentátu byly krátce po spáchání odvysílány živě na dallaské televizní stanici WFAA-TV 8, kvůli čemuž bylo přerušeno vysílání pravidelného programu a nahrazeno improvizovaným zpravodajským blokem. Přibližně ve 12.37 byl na tomto televizním kanálu zcela náhle přerušen pořad pro dámy zaobírající se současnou módou a módními doplňky a místo něj se na obrazovce objevil rozrušený reportér Jay Watson, který divákům sdělil následující:
„Dobré odpoledne dámy a pánové, omluvte prosím, že sotva popadám dech, před zhruba deseti patnácti minutami došlo podle všeho k tragické události v texaském Dallasu… dovolte, abych vám o tom pověděl… a opravdu mne omluvte, že sotva popadám dech… Bulletin od dallaské pobočky United Press: Prezident Kennedy a guvernér John Connally byli zasaženi střelbou atentátníka ve čtvrti Downtown Dallas. Jeli v otevřeném automobilu, v tom se najednou ozvala střelba. Prezident Kennedy se zhroutil do náruče své ženy Jacqueline a byl neprodleně převezen do nemocnice Parkland Hospital.“
Informace o atentátu se poté začala rychle šířit do všech velkých amerických televizních stanic. Ve 12.40 přerušila vysílání zpravodajská stanice CBS News a divákům se v tu chvíli na obrazovkách objevil textový proužek CBS News Bulletin (viz foto vlevo nahoře). Po několikavteřinové prodlevě byl tento obrázek doplněn hlasovou zprávou známého amerického televizního hlasatele Waltera Cronkita:
„Toto je bulletin od CBS News: V texaském Dallasu byly vypáleny tři střely na kolonu prezidenta Kennedyho ve čtvrti Downtown Dallas. Podle prvních zpráv byl prezident Kennedy při této střelbě vážně raněn… Právě dorazily další podrobnosti týkající se předchozí zprávy. Prezident Kennedy byl dnes postřelen, když projížděl čtvrtí Downtown Dallas. Paní Kennedyová vyskočila a přitiskla k sobě pana Kennedyho, vykřikla „Ó, ne“, poté kolona zrychlila. United Press uvedl, že by zranění prezidenta Kennedyho mohlo být fatální.“
Po několika desítkách minut nejistoty a dohadů oznámil Malcolm Kilduff, zástupce tiskového mluvčího Bílého domu, úmrtí prezidenta Kennedyho. Ve 13.38 o tomto informovala veřejnost již zmíněná stanice CBS News ústy emočně pohnutého Waltera Cronkita:
„Z texaského Dallasu, blesková zpráva, patrně oficiální. Prezident Kennedy zemřel ve 13 hodin Central Standard Time, ve 14 hodin Eastern Standard Time… před nějakými osmatřiceti minutami… viceprezident Johnson opustil nemocnici v Dallasu, nevíme však kam poté odjel, nicméně podle všeho zakrátko převezme otěže moci a stane se 36. prezidentem Spojených států.“
Školy po celých Spojených státech a Kanadě propustily ten den své žáky dříve domů, a 54 % Američanů zanechalo svých běžných denních aktivit. Mnozí lidé v následujících dnech pociťovali silný smutek, nevolnost, nervozitu a měli problémy se spánkem. Říká se, že si v podstatě každý americký pamětník události vzpomene, kde právě byl, když zaslechl zprávu o atentátu na prezidenta Kennedyho.

### Bezprostřední ekonomické dopady
Na přicházející zprávy o atentátu zareagovala i Newyorská burza cenných papírů (zkr. NYSE), jelikož většina na ní obchodovaných akcií skokově oslabila souhrnně o 10,6 miliardy amerických dolarů. Z obav před ještě větším propadem akcií a počínající panikou investorů, bylo páteční obchodování na burze ve 14.07 newyorského času uzavřeno. Vedení burzy následně ohlásilo, že budou zrušeny veškeré příkazy investorů, které nebyly provedeny nejpozději v době uzavření burzy. V reakci na zastavení obchodování na newyorské burze ohlásily konec obchodování i trhy s bavlnou a ovčí vlnou. Obchodování posléze ukončila i Středozápadní burza cenných papírů (Midwest Stock Exchange) a bylo zastaveno i obchodování se zemědělskými komoditami jako např. kakaem, kávou a cukrem. Například hodnota Indexu Dow-Jones činila v pátek 22. listopadu ve 13.00 735,81 bodu, ve 14.07 již činil pouze 711,49 bodu.

### Reakce světa
Atentát byl nejen pro Severní Ameriku, ale i pro zbytek světa velkým šokem. Atentát vyvolal celosvětový ohlas potvrzený kondolencemi mnoha státníků. 23. listopadu vyjádřil československý prezident Antonín Novotný soustrast novému prezidentovi Lyndonu B. Johnsonovi a uvedl, že „se Kennedy stal nejspíše obětí kriminálního spiknutí“. 23. listopadu byl na titulní stranu československého deníku Rudé právo otištěn článek následujícího znění (titulek a úvod):
President Kennedy zavražděn při atentátu v Texasu
O pachatelích dosud nejasno – Presidentský úřad přejímá
 dosavadní vicepresident L. Johnson – Krajní pravice v pozadí zločinu?

V pátek ve 20 hodin středoevropského času zemřel president Spojených států John Fitzgerald Kennedy na následky atentátu, který byl krátce předtím na něho spáchán v Texasu (USA). Do pozdních nočních hodin našeho času nedošly přesnější zprávy o pachateli nebo pachatelích. Bylo zatčeno několik podezřelých osob. K atentátu došlo v blízkosti texaského města Dallasu, kde minulý měsíc napadli rasisté a ultrapravicové kruhy Adlaie Stevensona, představitele liberálnějšího křídla Demokratické strany.
Dne 24. listopadu pak Rudé právo otisklo článek s odkazem na americkou pobočku ČTK, ve kterém uvedlo, že: „Kolují různé protichůdné zvěsti o silách stojících za atentátem a existují dohady, že za tím stojí FBI a CIA.“ Bez povšimnutí tato událost nezůstala ani v tehdejším Sovětském svazu. Boris Ivanov, tehdejší náčelník rezidentury KGB v New Yorku, se měl zmínit o svém přesvědčení, že se spíše jednalo o čin organizované skupiny než o čin osamocené osoby. Sovětská vláda popřela jakékoliv napojení Lee Oswalda na organizace v SSSR a popsala ho jako podivínského neurotika. První zprávy o atentátu byly odvysílány Domácím Rádiem 22. 11. v 19.28 UT. 24. listopadu zveřejnila Nědělja, týdenní příloha deníku Izvěstija, velkou fotografii prezidenta Kennedyho s titulkem informujícím o jeho smrti. Záběry z místa tragédie byly také přenášeny z Washingtonu přímo do Moskvy pomocí první telekomunikační družice Telstar.
Předseda rady ministrů SSSR Nikita Chruščov se po obdržení informace o atentátu vrátil ze své služební cesty zpět do Moskvy a pomocí speciální telefonní linky kontaktoval zdejšího amerického velvyslance s vyjádřením nejhlubší soustrasti.
Atentát označil jako „ohavný čin, který je tvrdou ranou všem, kteří oslavují světový mír a americko-sovětskou spolupráci. Poté, co odeslal kondolenční dopisy Kennedyho manželce Jacqueline a viceprezidentovi Lyndonu Johnsonovi, se osobně dostavil do rezidence tehdejšího amerického ambassadora Foye D. Kohlera, aby zde vlastnoručně podepsal kondolenční knihu. V dopise Jacqueline Kennedyové Chruščov mimo jiné uvedl: „Všichni, kdo ho znali, jej velice respektovali a já osobně budu vždy vzpomínat na svá setkání s ním.“ Těmi setkáními měl Chruščov na mysli jednání s Kennedym v průběhu eskalace studené války v letech 1961–1962.